# Napier
Napier (Нейпір) — з 1848 року англійський виробник двигунів та автомобілів. Штаб-квартира розташована в місті Лінкольн. У 1942 році компанію купує фірма English Electric, а у 1961 році — фірма Rolls-Royce. У 1924 році компанія припинила виробництво автомобілів. Сьогодні компанія існує під назвою Napier Turbochargers і займається виробництвом корабельних та авіаційних турбін та комплектуючих для них.

## Девід Нейпір
1788 року в сім'ї коваля, який служив у герцога Айргала, що жив у шотландському Інверарі, на ім'я Роберт Нейпір народився син на ім'я Девід. У коваля був брат Джеймс, у якого народився син Роберт в 1791 році. Синів у сім'ях було декілька. Хлопчики навчалися сімейному ремеслу в компанії Dumbarton, що була в Клайді, незабаром старшому з хлопчиків довірили брати участь в литві гармат в чавуноливарній компанії Clyde Iron Works. Ця фірма, заснована в 1786 році, відома тим, що відливала гармати для війни із Францією, де вирувала Велика революція.
У 1810 році Девід вирушив на південь країни, де влаштувався в машинобудівну компанію Генрі Модслі — Maudslay and Field. Там він пропрацював 8 років, поки спільно з Френсісом Бейслером не заснував підприємство з виробництва друкарської техніки. У цей час його кузен Роберт Нейпір переїхав до Единбургу, де працював будівельником маяків у Роберта Стівенсона, будучи інженером він в 1820 році отримує сан диякона. У 1823 році він виграє контракт на будівлю парового двигуна для корабля «Leven», в результаті все його захоплення призводить до того, що Роберт Нейпір стає в 1823 році господарем сталеливарної компанії «Vulcan». У 1827 році він будує двигуни для найшвидших парових кораблів — «Clarence» і «Helensburgh». У підсумку всі суднобудівники намагалися працювати разом з Робертом Нейпіром, а в 1843 році він і сам стає суднобудівником. Роберт погорів на споруді свого першого броненосця, і був змушений продати свою компанію в 1871 році, а через п'ять років його не стало.

## Заснування компанії

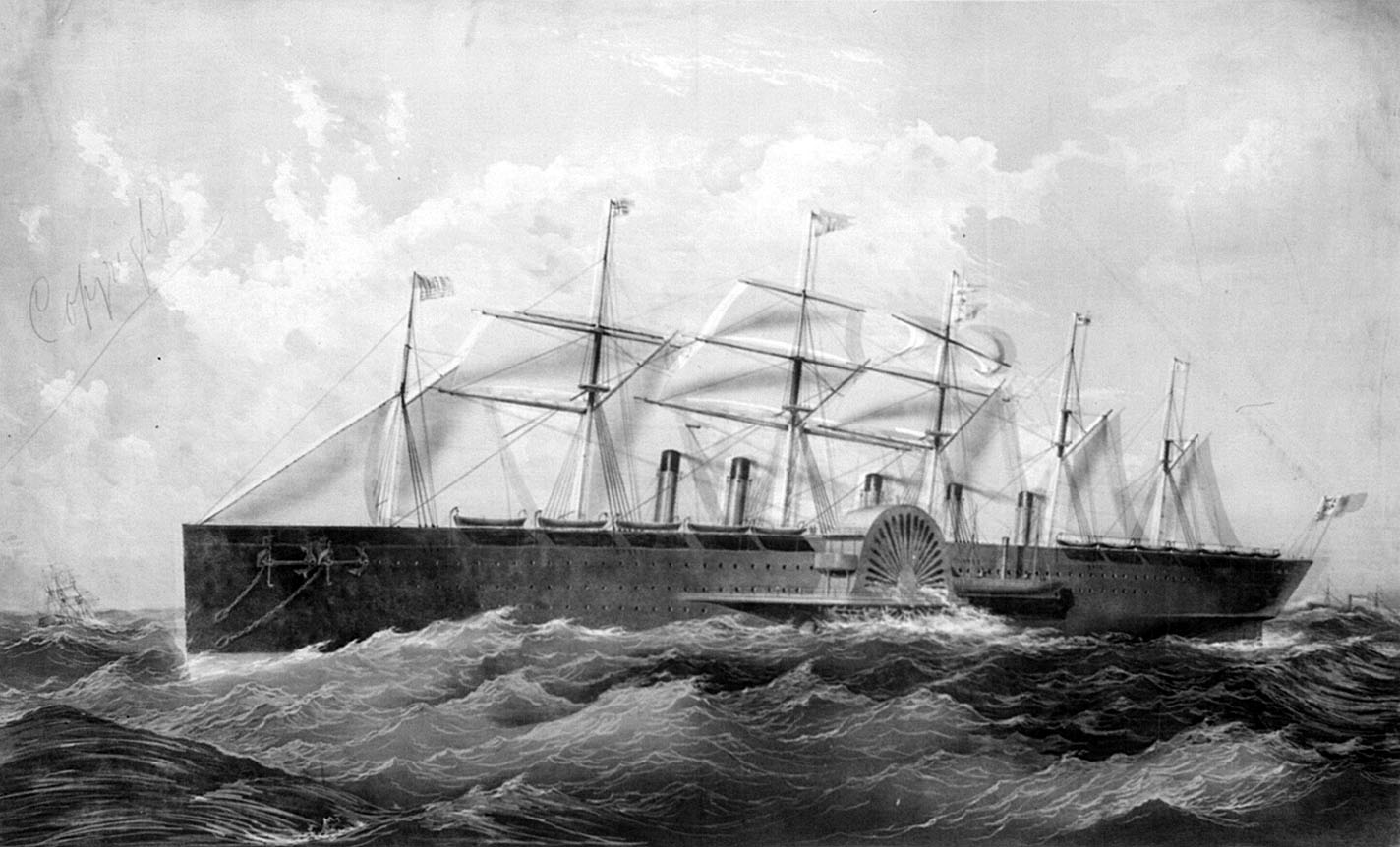
Great Eastern

Девіда Нейпіра в 1822 році покинув Бейслер, і Девід продовжив вести свій бізнес самостійно. У 1831 році Девід з братами Джеймсом і Вільямом починають будувати свій паровий автомобіль, сконструював який їхній двоюрідний брат, теж на ім'я Девід, який був сином Джона Нейпіра. Девід Нейпір залишив свій слід в історії тим, що його судноверф в 1858 році побудувала найбільший пароплав у світі — SS Great Eastern, який вміщав 4000 пасажирів, рекорд цього корабля протримався майже 40 років. У 1834 році працювати в компанії батька починає і 11-річний Джеймс Мердок, в 1836 році батько з сином винаходять і патентують апарат, який штампував кулі, незабаром ці машини були куплені не тільки місцевим арсеналами, але й іноземними. У 1847 році компанія стала називатися Napier and Son, оскільки Джеймс Мердок стає повноправним компаньйоном Девіда. Помер Девід Нейпір в 1873 році.
Джеймс Мердок Нейпір був відомий тим, що конструював різні ваги, в 1851 році Монетний двір Великої Британії доручає йому сконструювати апарат, який би підраховував кількість металевих грошей, що полегшувало б і прискорювало підрахунок монет в порівнянні з ручною працею. Джеймс проектує такий апарат, який автоматично по вазі відраховував монети. Джеймс звернув увагу на те, що вага монет вельми коливалася, що спонукало звернути його погляд і на монетно-чеканну апаратуру. Незабаром він став всесвітньо відомим фахівцем у цій галузі, в 1853 році його запросили до Іспанії, де він оновив апаратуру Монетного двору короля Іспанії, а ще через вісім років його запросили до Санкт-Петербурга, де він склав план реорганізації Російського монетного двору. У 1870 році він стає головним інспектором у цій сфері, інспектуючи монетний двір в Мілані, Константинополі, Римі, Копенгагені, Санкт-Петербурзі, Відні, Берліні, Парижі і т. д.. Однак винаходи Джеймса Мердока не обмежуються тільки карбуванням і підрахунком монет, він запатентував барометри, поліграфічні апарати, різні ваги, апарати для укладання кабелю на морське дно і багато чого ще. Помер великий винахідник в 1895 році.
У Джеймса Мердока Нейпіра в 1870 році народжується четвертий син, якого назвали Монтегю Стенлі. У дитинстві він допомагав своєму батькові, але коли став дорослим, влаштувався менеджером в компанію Marriott and Cooper, що виготовляла велосипеди, однак після смерті батька він вирішує викупити у судових виконавців компанію, засновану ще його дідом. Фірма на той час була в занепаді, його батько був геніальним винахідником, але поганим бізнесменом, так що до своєї кончини на підприємстві від 300 осіб, що працювали при Девіді Нейпірі, залишилося всього 7 службовців. Монтегю вирішує розширити бізнес, зробивши наголос на обробну техніку, крім цього береться випускати ролики на великих колесах, проте їх реалізація не приносила особливого доходу. У 1898 році Монтегю, який був завзятим велосипедистом і в 1892 році зайняв четверте місце в стомильному (близько 160 км) марафоні, знайомиться з Селвіном Френсісом Еджем.
Едж був уродженцем Австралії, але коли йому було три роки, його батьки переїхали до Англії, коли хлопчик підріс, він став захоплюватися велоспортом і скоро досяг деяких успіхів на цьому терені. У 1896 році його хобі призвело в компанію Dunlop Pneumatic Tyre Co, де він отримав посаду менеджера, в тому ж році він купує у Франції автомобіль De Dion-Bouton. У 1898 році Едж купує у Лоусона Panhard et Levassor 6HP, який брав участь в гонках 1896 року Париж-Марсель, тоді барон Рене де Кнюфф зайняв на ній друге місце. Першим в тому марафоні також прийшов «Панар», але під управлінням Майара, той авто також пішов у Англію — його купив Чарльз Стюарт Роллс. Едж просить свого нового друга Монтегю Нейпіра модернізувати його «спортивний» автомобіль, Нейпір переробляє рульове управління, встановлюючи кермо замість «хлиста», також машина отримує пневматичні покришки й іншу систему змащення. Отримавши 1899 року «прокачану» машину назад, Едж залишається в повному захваті.

## Початок виробництва автомобілів

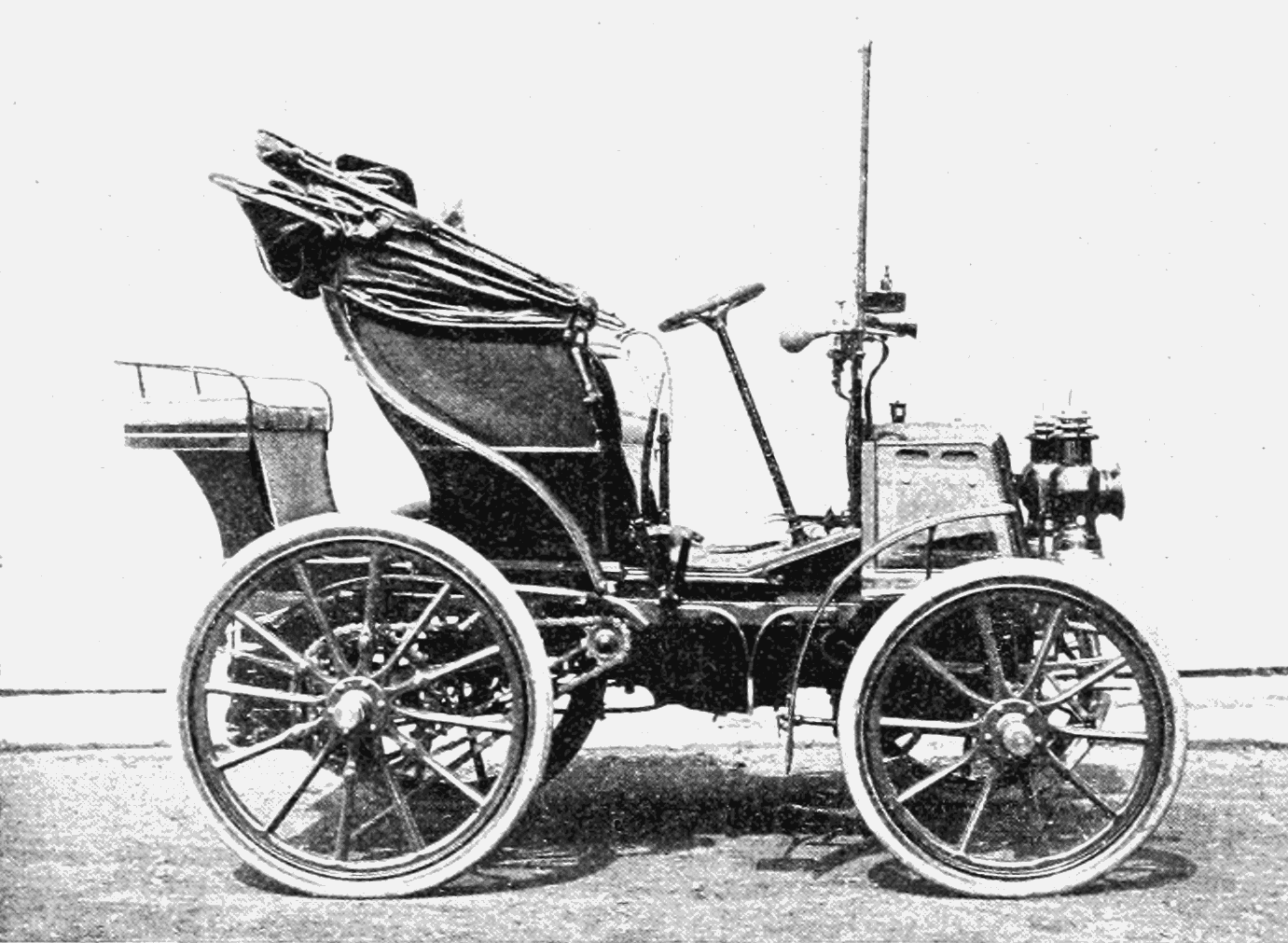
Panhard 3 3/4HP після модернізації Нейпіра

Однак, на відміну від замовника, Нейпір захвату не відчував, він просить дозвіл у Еджа на більш глибоку модернізацію його автомобіля, а саме — установку двигуна власної конструкції. Едж з ентузіазмом погоджується на установку потужнішого агрегату, так що Нейпіру доводиться прилаштовувати свій 2-циліндровий 2.45 л 8-сильний мотор-«боксер» (тобто з горизонтальним розташуванням циліндрів). Монтегю Нейпір був одним з перших, хто зрозумів, що розжарювальні трубки запалювання — тупикова гілка, а потім оснастив свій мотор електричним свічним запалюванням, трансмісія автомобіля була 4-ступінчастою, причому задній хід мав стільки ж передач, тобто коробка передач мала на ділі 8 ступенів. Селвін Едж настільки полюбив цей автомобіль, що вирішує такі ж продавати, у нього вже була до того моменту компанія De Dion-Bouton British and Colonial, заснована в 1898 році спільно з Чарльзом Джерротом і Гербертом Дунканом, що продавала в Великій Британії автомобілі марки De Dion.

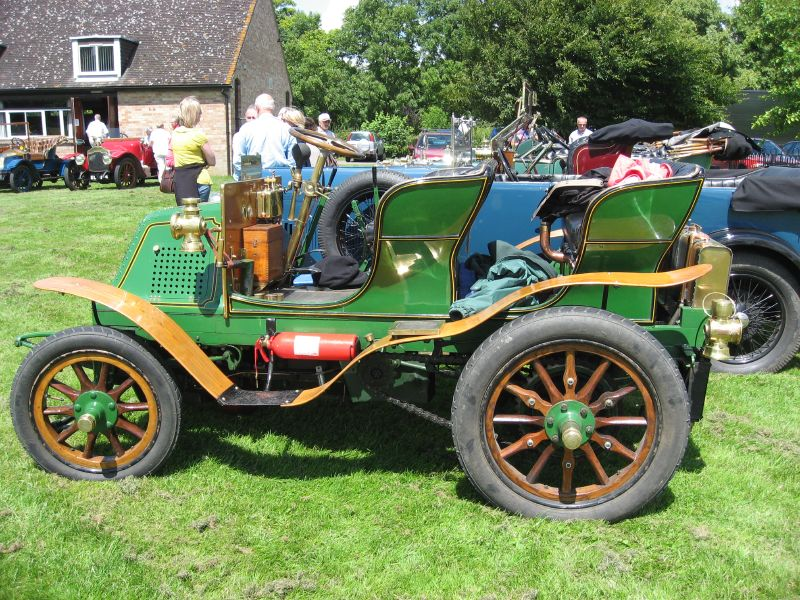
Napier 8HP Phaeton 1900 року

Едж просить свого колишнього боса (фірми Dunlop) — Харві ду Кросса допомогти фінансово у створенні нової компанії — Motor Power Company, яка починає продавати крім імпортованих Gladiator (Німеччина) і Clemént-Panhard (Франція) і автомобілі, створені Нейпіром на базі Panhard et Levassor. Перший контракт включав в себе шість автомобілів: три з 2-циліндровими моторами і стільки ж з 4-циліндровими, останній мотор, об'ємом 4.9 л, був по суті здвоєним В2 і розвивав 16 к.с.. Кузови автомобілів були виготовлені з алюмінію і не забарвлювалися, виготовила їх каретобудівна (пізніше кузовобудівна) компанія Mulliners, заснована ще в 1760 році.

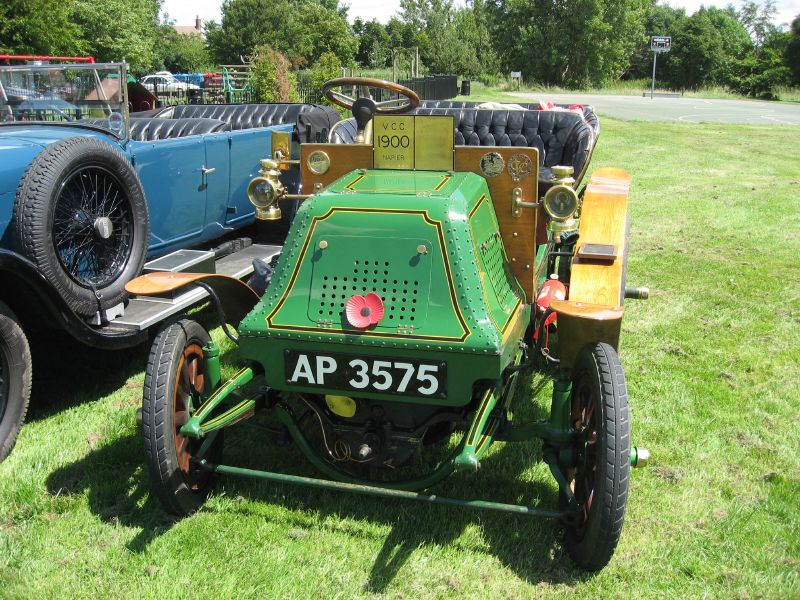
Napier 8HP

Наприкінці березня партія автомобілів була доставлена Селвіну Френсісу Еджу, який заплатив по £400 за 2-циліндрову модель, продані вони були на 100 фунтів дорожче, за ці гроші в той час можна було купити непоганий будинок. Один з таких автомобілів був проданий сквайрові Едварду Кеннарду, великому любителеві полювання на лисиць, для цієї розваги і був куплений автомобіль. Але 23 квітня мав був пройти 1000-мильний пробіг з Лондона по містах Британії (включаючи Единбург, столицю Шотландії) з фінішем у тому ж Лондоні, і Едд випрошує дозвіл на вже проданій машині виступити в цьому змаганні, ентузіаст полювання дає добро. На перегони було заявлено аж 83 екіпажі, з яких до старту було допущено 65, машина в Единбург прибула 51, але в Лондон повернулися всього 35 екіпажів, серед яких був і екіпаж, що складався з Селвіна Ф. Еджа, 14-річного хлопчика-механіка Джона Ніксона і господаря автомобіля — Кеннарда.

Napier 8HP

Панам автомобілістам організатори влаштували по ходу марафону і спеціальні заходи, так спортсмени змагалися за класом, у кого авто швидше розженеться за одну милю (1,6 км), потім їм влаштували заїзди на пагорб на час, за загальними підсумками Napier поступився 6-сильному французькому Panhard et Levassor, тобто завоював срібло, обійшовши 12-сильні Panhard і британські Daimler, причому в загальному заліку треба було вкластися в певні швидкісні рамки, так в межах Англії екіпажу, щоб потрапити в залік, треба було пересуватися в середньому не повільніше 19 км на годину, по Шотландії, де дороги були гіршими, потрібно було вкластися в середні 16 км/год. У змаганнях по розгону беззастережно всіх переміг Panhard під управлінням пана Роллса, що розігнався аж до 60 км на годину, у той час Napier — всього до 47,7 км на годину, але рівно стільки ж розвинув і 8-сильний Panhard, що отримав бронзу. Інші машини, навіть більш потужні, не змогли досягти і відмітки в 45 км на годину. Але у гірських змаганнях важкі і потужні машини взагалі себе проявили не з найкращого боку, ті ж легкі триколісні мотоцикли фірми Ariel Cycle Co спокійно обійшли більш потужних конкурентів, позначилася вага машин, хоча і Panhard Роллса, і Napier Кеннарда потрапив до шістки найкращих «скелелазів».
Гонки послужили непоганою рекламою, і до червня 1900 року було замовлено ще вісім 16-сильних автомобілів, на одному з таких автомобілів Едж взяв участь у модних тоді змаганнях зі швидкісного підйому на пагорб, і за підсумком головний приз у розмірі 50 фунтів був у нього в портмоне. Через місяць Чарльз Роллс вирішує взяти участь у марафоні Париж-Тулуза-Париж, як механік з ним їде Селвін Едж, автомобілем у них був обраний 16-сильний Napier, оснащений автоматичними впускними клапанами (працюючими від розрядження), двома механічними насосами для змащення агрегату, котушкою запалювання. За сидіннями у машини був розташований великий на ті часи бак, об'ємом в 190 л, який дозволяв без дозаправки долати майже 1340 км. Проте, не дивлячись на досить прогресивну конструкцію, імениті британські гонщики зійшли з дистанції через проблеми з новомодним запалюванням, а також з дефекту системи охолодження, до того ж найшвидший британський автомобіль виявився не в змозі конкурувати по частині максимальної швидкості з французькими представниками саморушних екіпажів. Однак, не дивлячись ні на що, автомобілі «Нейпір» були відмінними туристичними автомобілями, які користувалися попитом серед панів, в цей же час Нейпір переводить виробництво в Ектон, що в Лондоні.
Для спортивного сезону 1901 року конструктор готує гоночного монстра з 4-циліндровим мотором, об'ємом 17157 кубічних сантиметрів (тобто понад 17 л), який розвивав 103 к.с. вже при 800 об/хв, 4-ступінчаста коробка передач приводила в дію задні колеса за допомогою ланцюга. Машина, заявлена як Napier 50HP, з'явилася в каталогах в жовтні 1900 року за нечувані 1500 фунтів стерлінгів, але навіть на такий дорогий автомобіль знайшли чотири покупця, але побудовано було всього три машини, одна з них — для Чарльза Роллса. 29 травня 1901 року у Франції проходили другі перегони на кубок Гордона Беннетта, Едж вирішує взяти в них участь, але Нейпір встигає закінчити машину тільки до 25 травня. Проте екіпаж, що складався з Еджа і Нейпіра, який виступав у ролі механіка (не дивлячись на те, що Нейпір був у минулому велогонщиком і будівельником швидких автомобілів, сам він не любив швидко водити автомобілі). Компаньйони тестують автомобіль по дорозі з Булоні в Париж, і по дорозі з'ясовується, що британські покришки Dunlop не витримують швидкісного і вагового навантаження (машина важила 3 тонни), а тому Едж вирішує замінити їх покришками Continental. Проте комісія дискваліфіковує британський екіпаж, оскільки за регламентом кожен екіпаж, що представляв яку-небудь країну, повинен був мати автомобіль, що складався тільки з деталей, вироблених в представленій країні, з цієї ж причини з гонок були зняті німецькі Mercedes, Benz і Canello-Durkopp. В міжнародних перегонах участь взяло всього три екіпажі, та й ті з Франції (за правилами кожна країна могла виставляти на «Міжнародний кубок» тільки по три найкращих екіпажі, які з'ясовувалися в ході місцевих відбіркових турів), так що в 1901 році на старт вийшли Леон Жирардо і Фернан Шаррон, що виступали на Panhard, а також Альфред Вельг, що управляв Mors, а до фінішу, який був у 555 кілометрах від старту, дійшов тільки один учасник змагань — Леон Жирардо.
Однак британський екіпаж не повернувся додому, а залишився у Франції, де взяв участь в гонках місцевого значення, які проходили по тому ж маршруту Париж-Бордо, що і міжнародні змагання. Однак, пройшовши дві третини шляху, Едж і Нейпір змушені були зійти з дистанції через протікання паливного бака (пробило каменем) і виходу з ладу системи зчеплення. Ось тільки після цього гонщики повернулися додому, Едж виявився не тільки чудовим гонщиком, але майстерно вмів писати статті на автомобільну тематику. Після прибуття додому він написав статтю, присвячену французьким гонкам, не забувши описати автомобіль марки Napier і знайшовши низку причин для виправдання невдачі, так що Селвін Ф. Едж зумів створити з поразки безкоштовну рекламу продаваної ним продукції. Місяцем пізніше Едж, будучи у Франції на цій машині, зміг розігнати біля Шартра «Монстра» (як прозвали цю модель) до швидкості в 107 км на годину, в листопаді дві «п'ятдесятки» взяли участь у змаганнях з підйому на пагорб Гайон, розташованого біля дороги, що веде від Манта до Руана. Одна з них, червоного кольору, належала Роллсу, але за кермом був Едж, друга належала Марку Мейхью, який і змагався в класі туристичних авто, обидва автомобілі зайняли перші місця в своїх класах.
Для 1902 року організатори міжнародних змагань за кубок Беннетта змінюють регламент, вага гоночного автомобіля була обмежена однією тонною, машини, що перевищували цю масу, не допускалися. Нейпіру доводиться проектувати нову гоночну машину, що вклалася б у ці рамки, так що до літа 1902 року з'являється модель 30НР, яка по-колишньому мала 4-циліндровий мотор, але тепер об'ємом всього 6 л, потужність з колінвала дорівнювала 60 к.с., проте з коліс знімати не більше 46 к.с., трансмісія тепер була 3-ступінчастою, а головна передача приводилася в дію карданним валом, а не ланцюгом. Нейпір був єдиним, хто підготував абсолютно нову машину, а не модернізував вже наявну під нові правила, а потім Napier 30HP виявився найлегшим — 933 кг, у той час як конкуренти ледве-ледве влазили у відведені вагові рамки. 26 червня відбувся третій міжнародний щорічний заїзд на кубок Беннетта, як і колишні заїзди, вони йшли паралельно з іншими гонками, цього разу старт був суміщений з ралі Париж-Відень, однак оскільки за регламентом відстань змагань не повинна була перевищувати 560 км, то гонщики, що брали участь у «Кубку Гордона Беннетта», фінішували в австрійському Інсбруку, а решта 147 учасників гонки «Париж-Відень» їхали далі ще 440 км. Цього разу в «Беннетті» взяло участь дві країни і всього шість екіпажів, від незмінних переможців цих змагань — французів були заявлені: Леон Жирардо, переможець торішніх змагань, який виступав на автомобілі Charron-Girardot-Voigt, до конструкції якої доклав руку; Фурньє на Mors і барон де Кнюфф на Panhard. Від Автомобільного клубу Великої Британії та Ірландії були заявлені: Монтегю Грем-Уайт і Артур Коллан, що представляли марку Wolseley, і Селвін Едж на пофарбованому в оливково-зелений Napier 30HP.
Першим стартував торішній переможець — Жирардо, через дві хвилини стартував Фурньє, потім Едж, що ледве встиг відремонтувати свою машину, проблеми з коробкою передач виникли вже в Парижі, товариш Еджа — Адольф Клемен доставив доведені до розуму деталі поїздом незадовго до старту, після британця рушив барон де Кнюфф, проте обидва Wolseley затрималися на старті. Так Грем-Уайт стартував аж через 5 годин після Жирардо, оскільки у його Wolseley зламався колінвал. Через 140 кілометрів з гонки вибуває Жирардо, у його автомобіля пробивається паливний бак, що було не залатати підручними засобами, так що йому тільки залишалося спостерігати, як повз нього проноситься Фурньє, який теж незабаром припиняє гонку через те, що у його Mors ламається зчеплення. До ранку наступного дня до фінішу першого етапу не встигає вчасно екіпаж Грема-Уайта, а Коллан і зовсім не прибуває в Белфорт, а лідером на той момент значився французький барон. Далі від прикордонного Белфорта до австрійського прикордонного Брегенца всі гонщики повинні були пересуватися по території Швейцарії, в якій були заборонені будь-які види транспортних гонок, а тому всі екіпажі перетинали цю гірську країну поза заліком. Доблесна швейцарська поліція стежила за тим, щоб учасники обох змагань (Париж-Відень і Кубка Беннетта) не перевищували встановленого обмеження швидкості — 25 км на годину. Постові поліцейські постійно спілкувалися зі своїми колегами по телефону, вимірюючи максимальну швидкість учасників (тоді швидкість заміряли за кілометровими стовпчиками і часом, пройденим між ними). Але така низька максимальна швидкість була обмежена не тільки забороною на гонки, але і жахливим станом швейцарських доріг, які були не рівня шикарним (за мірками того часу) французьким дорогам, пересуваючись по Швейцарії, ламається редуктор автомобіля лідера «Кубка Гордона Беннетта» — де Кнюффа, але машина була в змозі поки що пересуватися самостійно. Екіпаж Еджів (разом з Селвіном як механік брав участь його кузен — Сесіл) теж постраждав у Швейцарії, від тряски був загублений ящик з інструментами, і Сесілу доводилося міняти пробиті покришки Dunlop вручну.
Барон продовжував лідирувати на автомобілі, який вживав як паливо алкоголь, проте за 40 кілометрів до фінішу в Інсбруку редуктор «Паннара» остаточно розвалюється, і єдиним учасником цих перегонів залишається Едж на «Нейпірі». Вперше за історію «Кубка Гордона Беннетта» кубок дістається не французам, а йде в Англію, барон де Кнюфф подає апеляцію, стверджуючи, що машина Еджа отримувала допомогу ззовні, проте він не зміг навести жодного доказу на користь своїх звинувачень. Едж, що фінішував в Інсбруку, продовжував брати участь в рамках гонки «Париж-Відень», до столиці Австро-Угорщини він приходить одинадцятим, а першим тоді став Марсель Рено на автомобілі власної марки. Перемога у «Кубку Гордона Беннетта» стала першою і останньою перемогою британців в гонках міжнародного значення протягом наступних двадцяти років, в 1923 році Генрі Сігрейв вперше за ці роки зміг зайняти перше місце в Гран-прі Франції в Турі, виступаючи на британському Sunbeam. Також саме Napier 30HP, пофарбований у зелений колір, став основоположником національного кольору спортивних команд, виступаючих за Велику Британію, який пізніше став називатися British Racing Green.
Справи у фірми пішли вгору, і в 1903 році на захід від Лондона, в Ектон Вейл, будується новий завод, поки завод остаточно не переселився в Ектон. Новий завод був одноповерховим, по суті це було чотири стіни з дахом, оскільки ніяких внутрішніх перекриттів і стін у будівлі не було, все було на виду. Не дивлячись на те, що завод щойно було побудовано, збірка всіх автомобілів вироблялися там вручну, на створення однієї машини йшло до 2 тижнів. У 1903 році починається виробництво нової моделі — 12НР з 4-циліндровим мотором, який отримав механічний привід впускних клапанів. Вся конструкція спочивала на дерев'яній рамі, оббитій металом.

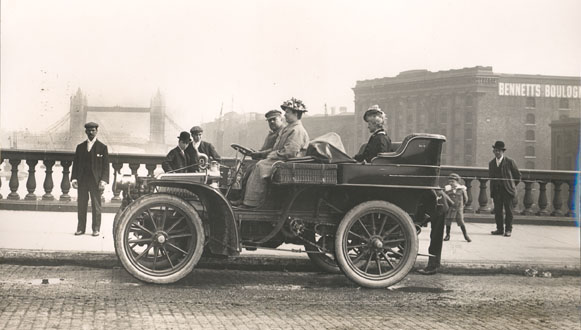
Глайден на своєму Napier 16HP під час пробігу

Ще в 1901 році американський мільйонер Чарльз Джаспер Глайден, що зробив статки на винаході Белла (телефонному зв'язку) і потім у банківській сфері, купує собі Napier 16HP і разом з дружиною вирушає в навколосвітню подорож, щоб проїхати там, де не було доріг, але було залізничне сполучення, на його машину приробили знімні пристосування, що дозволяли їздити по рейках. Після дворічної подорожі американець повернувся додому і відкрив у Бостоні дочірнє підприємство британської компанії, яке стало випускати продукцію «Napier».

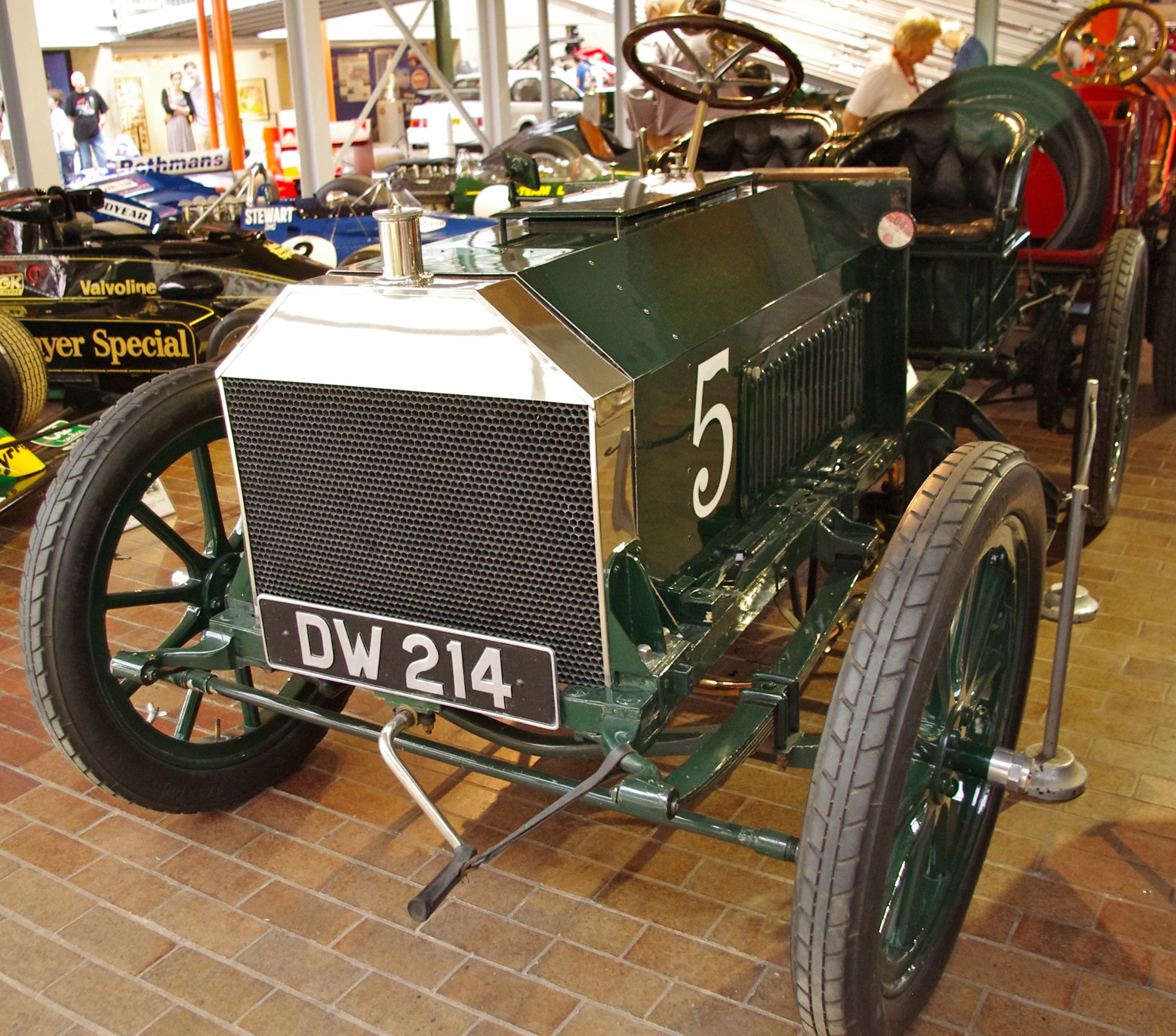
Napier К5 80/100HP

16 жовтня 1903 року в лондонському ресторані «Trocadero» Едж, який займався реалізацією Napier, оголошує про швидке серійне виробництво першого шестициліндрового автомобіля у світі, на той момент вже існувало кілька автомобілів з 6-циліндровим двигуном, але то була одинична тестова продукція, а тут йшлося про серійне виробництво. Модель, що отримала назву 18НР, мала клапанний механізм, який приводився в дію від розподілвала, мотор складався з трьох блоків по два циліндри, повітря в потрібній кількості передавалося в карбюратор автоматично, а управлявся цей механізм за допомогою швидкості циркуляції води у водяному насосі, чим швидше обертався колінвал мотора, тим швидше оберталася помпа і тим більше нагніталось повітря в карбюратор. Але якщо попередні машини мали вже карданний привід, то на 6-циліндровій моделі 3-ступінчаста трансмісія знову приводила в дію головну передачу за допомогою ланцюга. Один з таких автомобілів придбав прем'єр-міністр Великої Британії — Артур Джеймс Бальфур, дійшло до нас і ім'я людини, що купила найперший серійний шестициліндровий автомобіль у світі, це був Брамсон.

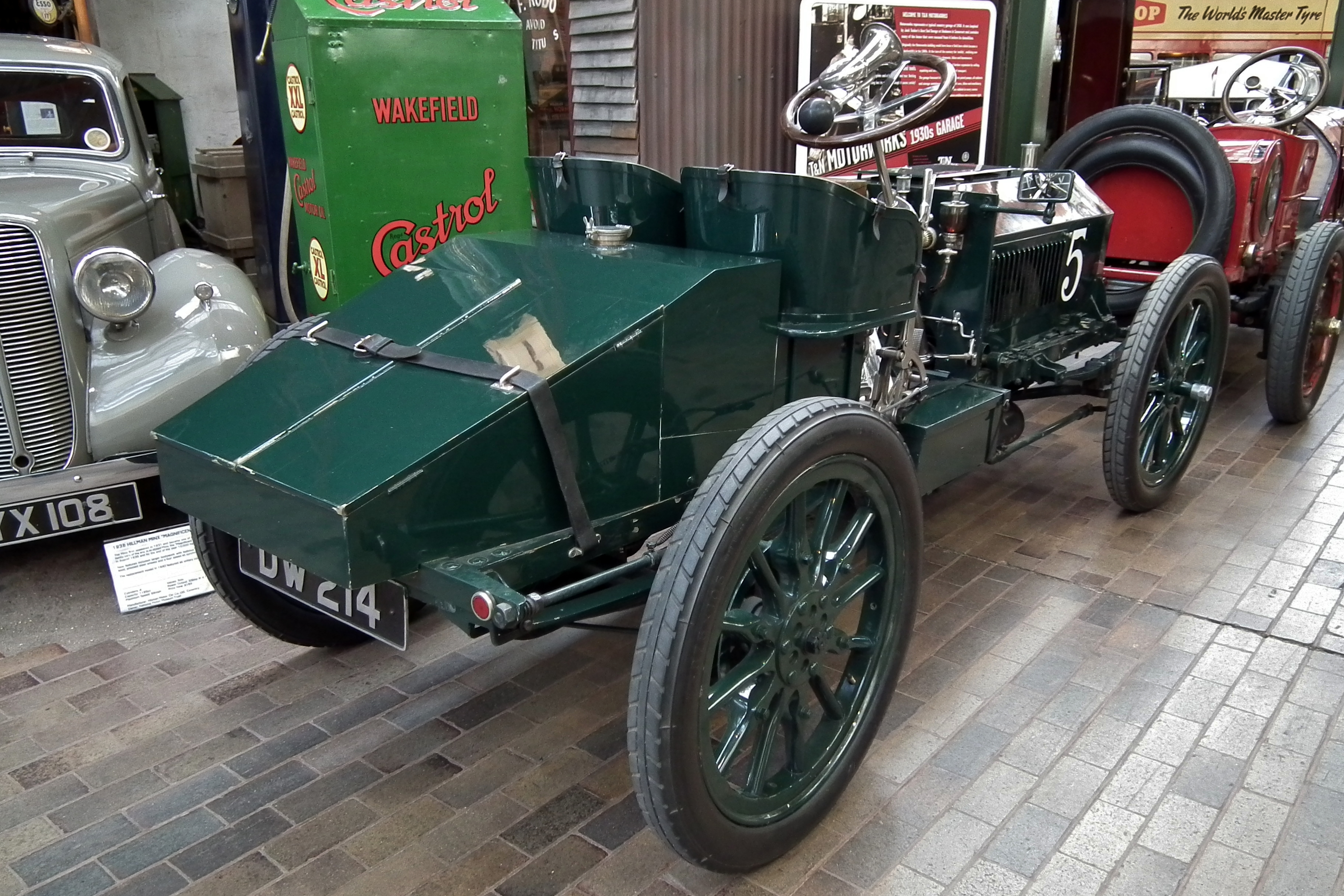
Napier К5 80/100HP

У травні 1903 року проходили сумно відомі гонки за маршрутом Париж-Мадрид, брала в ній участь і марка Napier, представляв яку Марк Мейхью, однак неподалік від Лібурна у британця відмовляє рульове управління і він відлітає в придорожнє дерево. У 1903 році гонки на Кубок Гордона Беннетта повинні були пройти у Великій Британії, як в країні, що перемогла торішні змагання. Як траса була обрана мережа доріг, що пролягали на південь від Дубліна. У Великій Британії були заборонені змагання по дорогах загального користування. Англія ґрунтовно підійшла до організації гонок, охороняти трасу від випадкових роззяв було відправлено 7000 поліцейських. Материкові гонки постійно захмарювалися загибеллю роззяв, що виходили подивитися на самохідні екіпажі. Цього разу в гонках було заявлено чотири країни-учасниці: Франція з Рене де Кнюффом, Анрі Фарманом на Panhard, а також заводським випробувачем фірми Mors — Фернаном Габріелем; Німеччина була представлена маркою Mercedes, на яких ганяли: бельгійці Каміль Женатці і барон П'єр де Катер, а також американець Фоксхолл Паркер Кіна. Вперше в міжнародних змаганнях взяли участь й представники США, в Ірландію прибули два автомобілі Winton й один Peerless, на перших двох виступали сам Олександр Уінтон і Персі Оуен, на третій машині — Люїс Муерс. А від Англії цього разу було заявлено три Napier, два з них з 7.7 л 45-сильним мотором управлялися Чарльзом Джерретом і Стокком, третій — Type K5 50HP з гігантським 13.7 л мотором з блоком з алюмінієвих сплавів вів Едж. Всі три машини були пофарбовані в колір трилисника, який був національним символом Ірландії, цей зелений колір був темнішим того оливкового зеленого, яким був пофарбований Napier, що переміг у 1902 році. Цей темно-зелений колір і став називатися «Бритіш рейсінг грін» (і це не дивлячись на те, що витоки цього кольору виходять з Ірландії). У ході гонок один з молодших Napier здійснює аварію, незабаром через відмову рульового управління сходить другий британський автомобіль, до фінішу не добираються і американці в повному складі, а також два Mercedes. Едж з великим відставанням від Женатці, що фінішував першим, приходить п'ятим і останнім до фінішу, проте його дискваліфіковують, оскільки він отримав допомогу глядачів при черговому проколі колеса.

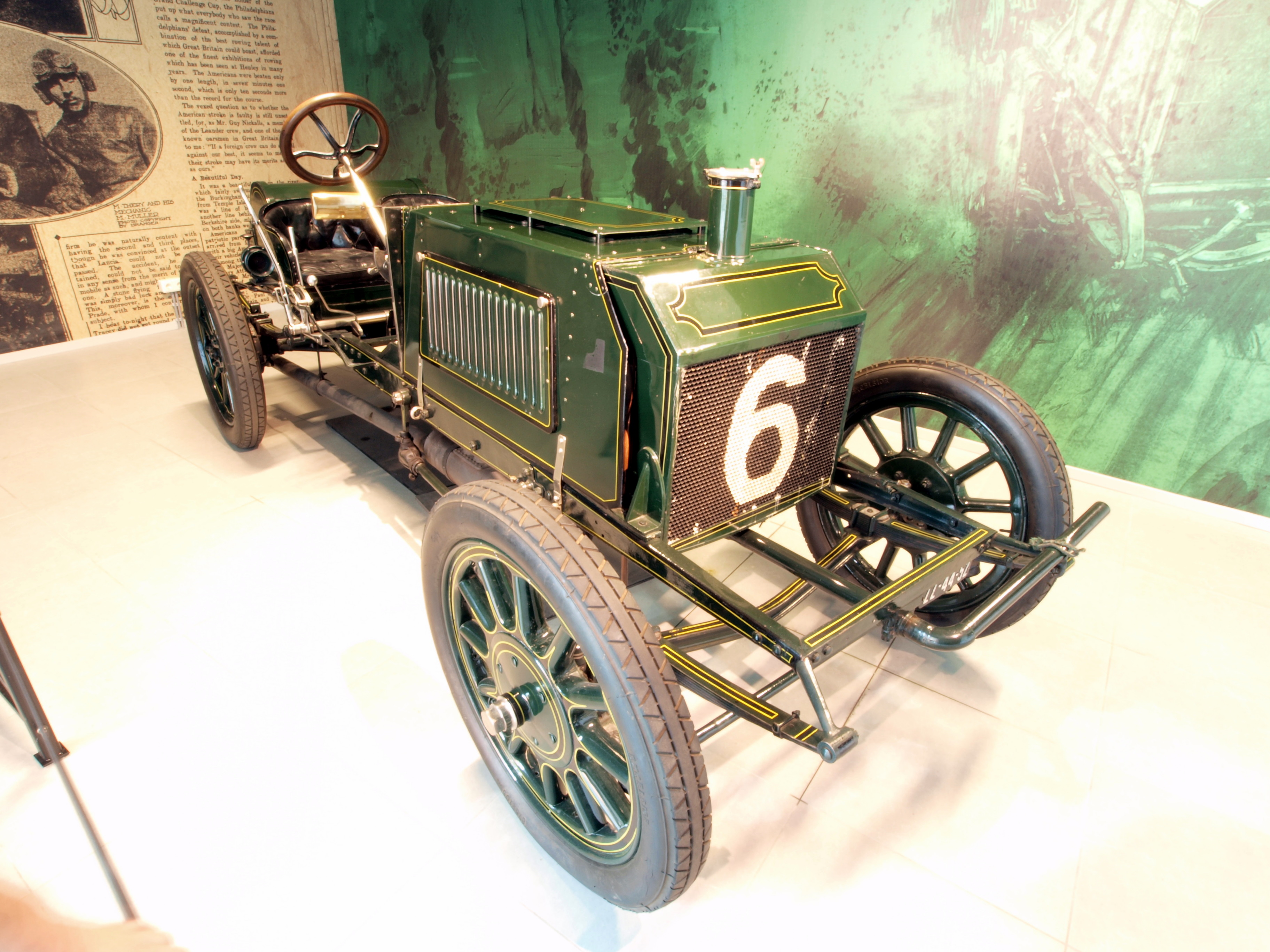
Napier К5 80/100HP 1904 року, на якому виступав Едж

Наприкінці 1903 року для участі в «Кубку Гордона Беннетта» будується 11,1-літрова 4-циліндрова машина, мотор якої розвивав 100 к.с., на останній передачі 3-ступінчастої коробки, коли мотор крутив колінвал зі швидкістю всього в 1000 об/хвилину, швидкість на спідометрі дорівнювала 105 км в годину. Марк Мейх'ю вирушає на початку року до Франції для тестування автомобіля. Під час змагань місцевого масштабу, що проходили в Ніцці, Мех'ю обходить всі німецькі Mercedes, які взяли участь у цьому заході, і пропустив вперед тільки французький екіпаж на 13,5-літровому 110-сильному Gobron-Brillié. Якщо Мейх'ю зміг розігнати найшвидший британський автомобіль до 132 км на годину, то Луї Ріголлі поставив світовий рекорд швидкості, досягнувши позначки в 150 км на годину, а через рік на цій же машині, але з розточеним до 15 л мотором, Ріголлі першим з людей подолав рубіж швидкості в 100 миль на годину, або понад 160 км на годину. Роком раніше цьому ж гонщику належав рекорд швидкості в 130 км/год. У травні проходили відбіркові заїзди британських учасників на острові Мен, лідирував в них Мейх'ю, проте під час кваліфікації Мейх'ю пошкоджує свою машину і вибуває зі списку претендентів. Замість нього до Німеччини їдуть від Англії: Гірлінг і Джеррот, що виступали на Wolseley, і Едж від Napier. Цього року кількість країн-учасниць доходить до шести, список гонщиків виглядав наступним чином: приймаюча Німеччина — Каміль Дженатці і П'єр де Катер на Mercedes, Фрітц Опель на автомобілі марки, що носила його прізвище (онук засновника компанії Адама Опеля, який і не застав той час, коли його син став випускати автомобілі). Далі незмінний учасник усіх попередніх гонок — Франція: Леон Тьєрі на Richard-Brasier, Анрі Руж'є на Turcat-Méry і Жак Салерон на Mors. Новачки цього сезону — італійці, честь сонячної Італії відстоювали найкращі гонщики цієї країни: Вінченцо Лянча, Алессандро Каньйо і Луїджі Стореро на FIAT. Бельгія, що мала тоді численну кількість виробників автомобілів: Люсьєн Хаутфаст, П'єр де Краве і Моріс Ож'єрес на 4-циліндрових 13.5 л болідах. Ще одним новачком стала Австро-Угорська імперія, кольори червоного-білого прапора захищало всього два гонщика при допустимих трьох від кожної країни, це були: Едгар Браун і американець Джон Уорден, які виступали на австрійських автомобілях марки Mercedes, що випускалися на австрійському відділенні німецької фірми Daimler. До фінішу тоді дійшло 11 екіпажів, але в списку фінішувавших не було Еджа, його знову дискваліфіковують, а 17-кілограмовий, виконаний зі срібла, кубок знову повертається до Франції, яка не проводила гонки світового значення вже два роки, чемпіоном у 1904 році став Леон Тьєрі на Richard-Brasier.

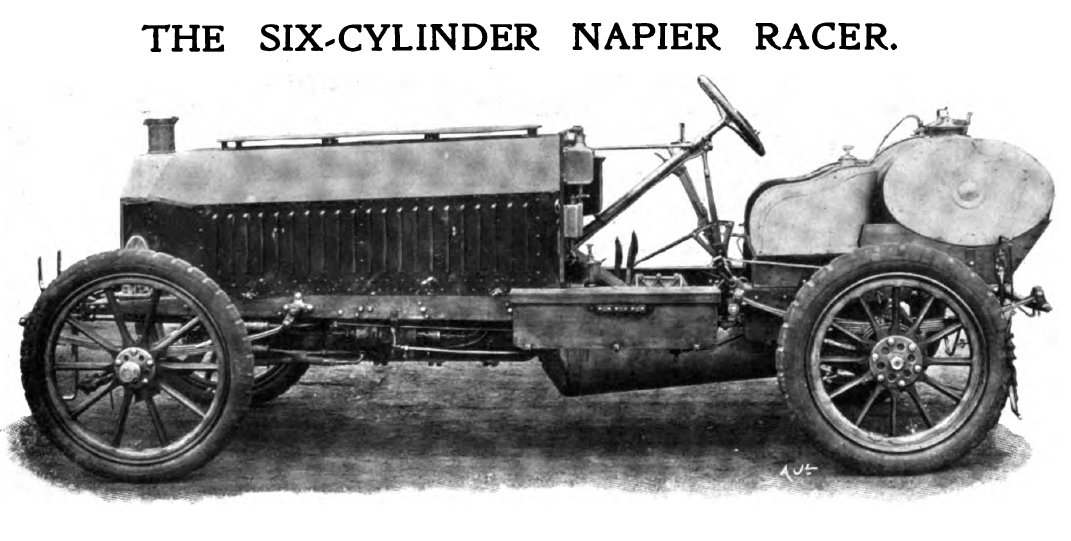
Початковий зовнішній вигляд Napier L48

Після невдалої гонки фірмою Napier був підготовлений новий гоночний автомобіль Туре L48 з 6-циліндровим мотором, об'ємом в 15 літрів, цей монстр мав всього дві передачі і карданний привід, радіатор був на ній традиційного стільникового типу, колеса були артилерійського типу. В ході випробувань була змінена система охолодження, і в вересні 1904 року Артур МакДональд, молодий шотландець, який до цього (у 1903 і 1904 роках) брав участь в «Кубку Гордона Беннетта» як екіпажний механік, спочатку він був механіком Стокка, а потім і самого Еджа, отримує машину, у якої радіатор був виконаний у вигляді трубок, простягнутих уздовж капота. У вересні 1904 року МакДональд вирушає до Ірландії, де в передмісті Дубліна — приморському Портмарноку, проходили змагання на швидкісні заїзди. Заїзди проходили не по вулицях населеного пункту, а на досить вузькому, але довгому пляжі (близько 5 кілометрів уздовж моря), який називався «Оксамитовий берег». У США в той час заїзди в Дайтоні теж проходили на пляжі. МакДональд перемагає всіх на цьому змаганні, у тому числі і Чарльза Роллса, який не патріотично брав участь на французькому автомобілі марки Mors, шотландець розвинув швидкість в 100 миль на годину і стає першим британцем, що досяг такого результату, а Napier стає першою британською машиною, що розігналася до цієї швидкості. У січні МакДональд стає офіційним працівником фірми, що розташувалася в Ектоні, в цьому ж місяці його відправляють в США, де на пляжі Ормонд, що в Дайтоні, проходили заїзди на милю. МакДональд ставить рекорд швидкості і там, розігнавшись до 168 кілометрів на годину, проте рекорд не протримався довго, оскільки його в рамках цієї ж події випереджає Боуден на своєму «Mercedes», показавши результат в 176 км на годину. Однак офіційно зараховують рекорд МакДональда, оскільки німецький автомобіль був оснащений двома моторами, до того ж не вписувався у вагові критерії регламенту заїздів.

American Napier Type L49 30HP Touring

Але, не дивлячись на вдалі виступи в спорті, автомобілі марки Napier не дуже охоче купувалися в континентальній Європі, щоб розширити ринок збуту в американському місті Бостоні, в вересні 1904 року починається збірка автомобілів британського виробника під назвою American Napier. На початку 1900-х років в США була низка європейських марок, що вироблялися там же, так існували марки: American Peugeot, American Mors, American Mercedes, American De Dion & Bouton, American FIAT, та й пізніше в 20-30-х роках існували американські відділення європейських марок, наприклад, маленькі американські Austin або шикарні Rolls-Royce. Збірка на місці обумовлювалася великими митними зборами, митниця США знімала до 45% від ціни автомобіля, що робило нерентабельним їх імпорт, однак збірка на місці з місцевих компонентів робила продукцію більш привабливою. Механічні вузли American Napier надходили з Ектона в Бостон на потужності, де раніше виготовлялися вентилятори фірмою B.F. Sturtevant. Там відбувалася збірка шасі, а кузови та інші навісні елементи поставлялись від місцевих виробників, в основному від компанії Chauncey Thomas & Company. У 1906 році виробництво автомобілів переноситься з Бостона в передмістя цього міста в Массачусетсі — Джамайка Плейн. У цьому ж штаті, тільки в місті Спрингфілд, в 1921 році обґрунтує своє місцеве виробництво і постійний конкурент фірми Napier — Rolls-Royce.
У травні 1905 року проходили відбіркові етапи для участі в гонках на «Кубок Гордона Беннетта», машину МакДональда, який до того часу отримав кличку «Самсон», оснащують більш легкими спицьованими колесами, цей нюанс стає вирішальним, оскільки під час гонки МакДональд пошкоджує колесо і вибуває зі списку кандидатів, які представлятимуть Англію у Франції. Не дивлячись на виліт МакДональда, серед учасників від Англії все-таки була і марка Napier, яку представляв протеже Еджа — Волтер Томас Кліффорд Ерп, якому було 26 років. Тридцятисемирічному Еджу не щастило в двох останніх гонках імені Беннетта, а тому він вирішив просувати марку за допомогою молодих і талановитих гонщиків. Разом з Ерпом в Овернь їдуть Сесіл Біанкі і Чарльз Роллс, що управляли автомобілями марки Wolseley. Роллс до того моменту випускав і автомобілі власної марки — Rolls-Royce, які мали і шестициліндрову тягу. Як відомо, Чарльз Роллс загинув під час одного зі своїх польотів в 1910 році, він був наймолодшою дитиною в сім'ї барона Роллса, в 1916 році обидва старших брата Чарльза Роллса гинуть в Першій світовій війні, жоден з трьох братів не мав спадкоємців, тим самим рід Роллсів перервався на цьому коліні.
Від французів, які виступали в рідних краях, виступали: торішній герой — Леон Тьєрі, що незмінно керував Richard-Brasier, також на автомобілі цієї марки їхав і Гюстав Гайо, і третій учасник на De Dietrich — Артур Дюре. Кольори німецького прапора, який не мав таку ж колірну гамму, як бельгійський, захищав постійний представник Mercedes — бельгієць Женатці, компанію йому складали його земляк барон де Катер і німець Кріст'ян Вернер, обидва виступали також на Mercedes. Також на Mercedes, але австрійської збірки, вирішили взяти участь Едгар Браун, Олександр Бартон і Отто Хіронімус. Італійці також були представлені однією маркою — FIAT, за кермом яких були: Вінченцо Лянча, Алессандро Каньйо і Феліче Наццаро. Сполучені Штати були представлені марками Pope-Toledo і Locomobile, перші два екіпажі управлялися Гербертом Лайтлом і Бертом Дайнглі, а «Loco» кермував Джо Трейсі. Разом було 18 екіпажів, до фінішу не доходить всього третина учасників, серед них Лянча, що лідирував два перших круга, який, пробивши радіатор, змушений був зійти з траси. Не закінчив гонки і один з колишніх переможців — Женатці, два австрійських «Мерседеса» також не дійшли до фінішу, а саме — екіпажі Хіронімуса і Бартона, американці Трейсі і Дайнглі також передчасно закінчили змагання. Улюбленець Еджа Ерп закінчив гонку дев'ятим з 12 тих, що фінішували, майже на півтори години пізніше прибулого першим француза Тьєрі, який і став останнім переможцем гонок на «Кубок Гордона Беннетта», оскільки з 1906 року ці змагання більше не проводилися, їх змінили Гран-прі, засновані французьким автоклубом, за регламентом нових змагань кількість учасників від кожної країни не була обмежена, по суті «Кубок Гордона Беннетта» — це родоначальник сучасної Формули 1. Наццаро відстав від Тьєрі всього на сім з половиною хвилин, а Каньо, що фінішував третім, прийшов через 18 хвилин після француза, а Роллс і Ерп фінішують майже одночасно, з різницею в сорок секунд на користь сина барона, а американець Лайтл змусив себе чекати Тьєрі і Наццаро цілих 2.5 години, відставши від прибулого до фінішу 11 Біанкі на цілу годину.

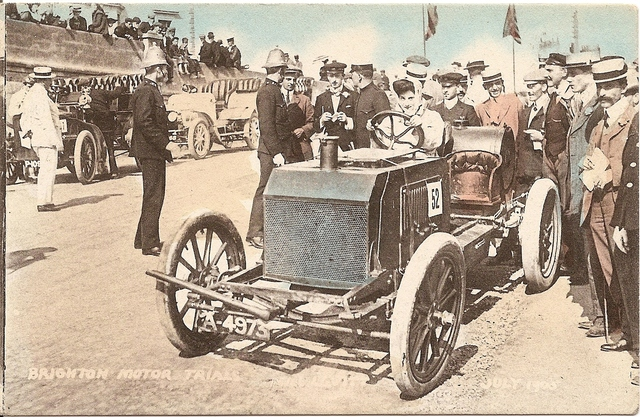
Дороті Левітт за кермом Napier 80HP

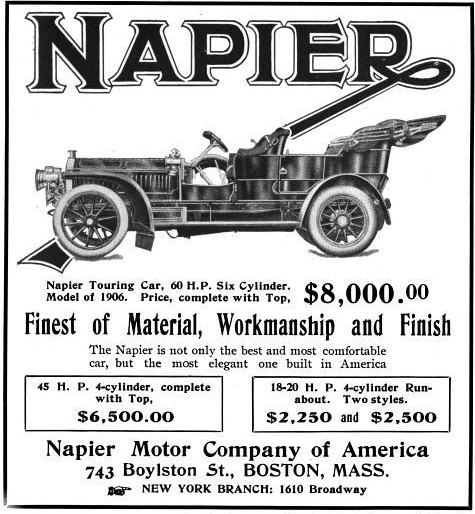
Британський Napier L76 Тouring

У 1905 році за кермо потужних гоночних автомобілів марки Napier сідає секретарка Селвіна Еджа — Дороті Левітт, яка стала найпершою британкою, яка стала брати участь в автомобільних гонках, отримавши спеціальний дозвіл від автомобільного клубу. Спочатку міс Левітт ганяла на автомобілях марки Gladiator, які також продавалися Еджем, але, набравшись досвіду, їй довірили і більш потужні британські машини. Влітку 1906 року в Блекпулі під час проливного дощу ця відважна дівчина розігнала здоровенний Napier L48 до швидкості 146 км на годину, при цьому один з ременів, утримуючих капот, порвався, і Левітт мчала з відкритим капотом, який міг відірвати їй голову, вже після зупинки він і відвалився. У тому ж місяці Левітт бере участь у швидкісному підйомі на пагорб Шелслі Уолш, як машина використовувалася Napier 50HP з 7.8 л мотором, вона піднялася на пагорб за 92 секунди, випередивши найкращого з чоловіків на 12 секунд, а її рекорд протримався сім років. Дороті Левітт народилася в 1882 році в сім'ї продавця чаю Якоба Леві, який англізував свої юдейські ім'я та прізвище в 1901 році, ставши Джоном Левіттом, тоді ж новим прізвищем обзаводиться і його дочка Дороті, яка якраз отримала місце секретарки в фірмі Napier. У 1903 році Селвін Едж вирішує, що молода секретарка автомобільного виробника просто зобов'язана брати участь в його улюбленому хобі, тоді ж вона переходить працювати на Еджа. Але для того, щоб брати участь в гонках, треба було хоча б вміти їздити, а 21-річна дівчина цього не вміла, Едж починає навчати даму, і на свій подив виявляє, що Дороті все схоплює на льоту. У результаті вже в квітні 1903 року Дороті Левітт бере участь у своїх перших гонках, які для неї пройшли невдало, вона вибуває з них. У травні вона досить успішно бере участь у марафоні за маршрутом Глазго-Лондон, проте громадськість була схвильована тільки через місяць, коли на початку червня міс Левітт приходить в гонках першою в своєму класі на 12-сильному Gladiator, тут позначилася школа Селвіна Еджа. Потім перша жінка-переможець гонок виграє в гонках Коуве, що проходили на острові Уайт, у жовтні 1904 року вона пересіла з 12-сильного Gladiator на 20-сильний Napier, потім дійшла справа і до найпотужніших Napier. У 1909 році вона нарівні з француженками стає однією з перших жінок-авіаторів, при цьому вона була єдиною людиною жіночої статі, яка мала ліцензію на управління складним в управлінні монопланом «Antoinette». Дивним чином всі відомості про цю даму обриваються на 1909 році, вона померла у 1922 році.
У 1906 році в італійській Генуї фірмою «San Giorgio — Societa anonima italiana per la costruzione di automobili, terrestri e marittime», яка була в 1905 році заснована Аттіліо Одеро, великим кораблебудівником і сталеваром, починає по ліцензії Napier виробляти автомобілі марки San Giorgio. Оскільки у компанії був відсутній досвід у цій сфері, то керувати процесом був виписаний Артур МакДональд. Крім нього в італійському відділенні компанії працював і Френк Свейн, який встиг попрацювати на Napier. Після чотирьох років, витрачених на британську компанію, він переїхав до Франції працювати в Darracq, потім повернувся до Англії, де працював у Talbot, а згодом непосидющий Свейн опинився в Італії, знову працюючи на свого першого роботодавця. У 1908 році він покинув Італію і заснував у Великій Британії власну компанію, яка стала займатися продажем автомобілів, вона існує донині, представляючи фірми Jaguar і Land Rover. Італійське відділення виготовляло шестициліндрові моделі 25HP, Туре L49 30/40HP з 9.6 л мотором, Type D50 40/50HP і 50/60HP з 11 л мотором, причому на підприємстві в Сестрі, на відміну від США, виготовлялися самостійно двигуни і шасі, кузови поставлялися власним підприємством на фабриці, розташованій в Пістої. У 1908 році модельний ряд додався більш дешевою 4-циліндровою моделлю Type D45 18HP з 2.5 л мотором, до 1909 року за три роки було побудовано всього близько сотні дорогих і престижних автомобілів, коли довелося припинити їх виробництво через складну економічну обстановку в країні, економічні кризи тоді постійно і регулярно проявлялися в тій чи іншій країні.

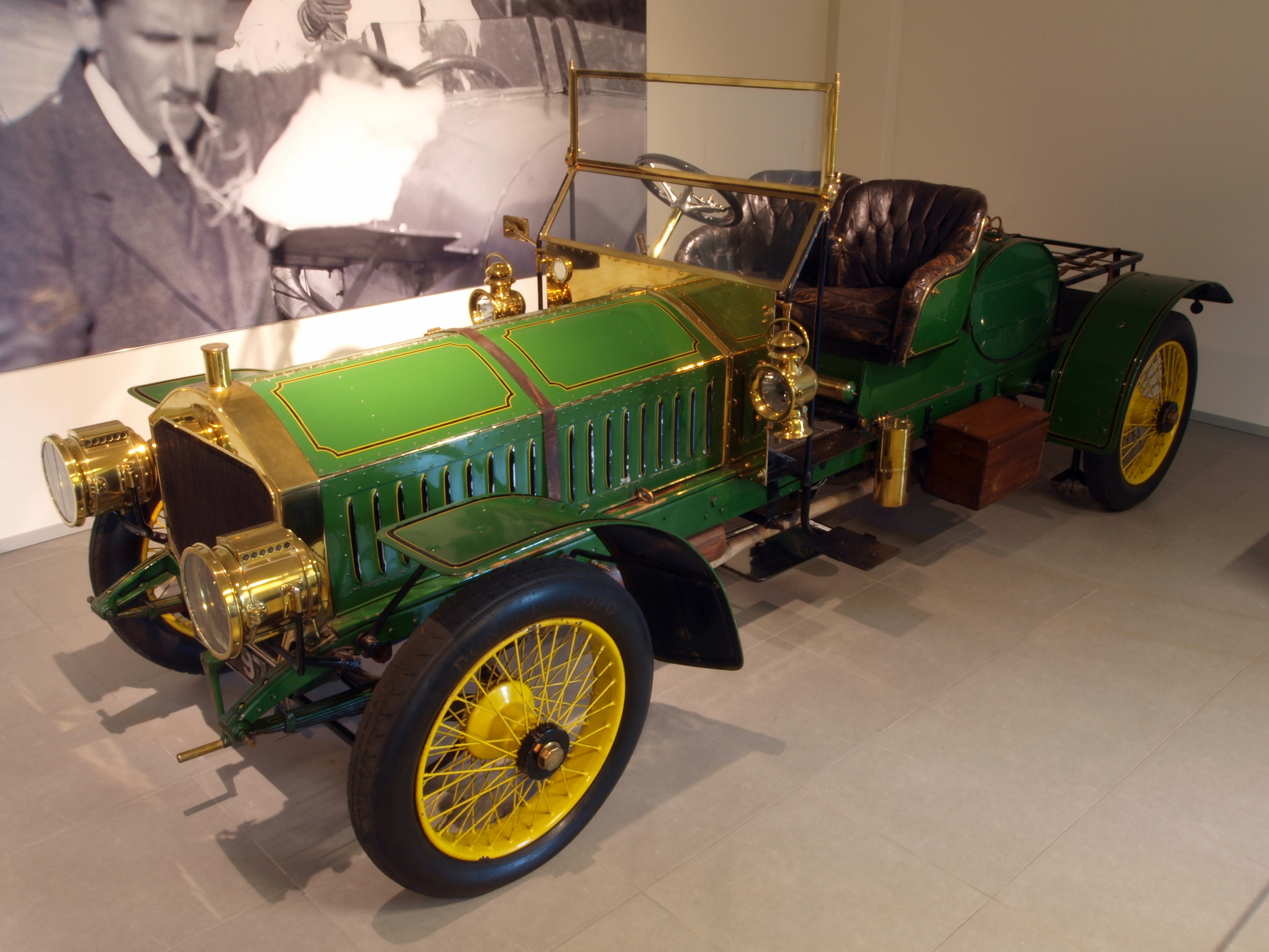
Napier Type 37 60HP

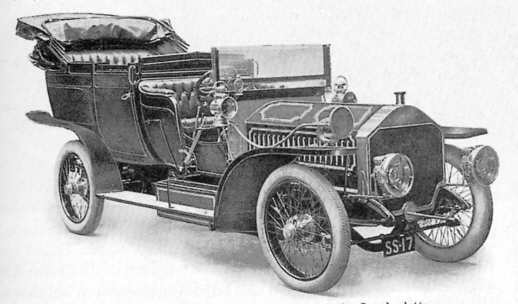
Громадянська версія Napier Type 37 60HP з кузовом типу Touring

Едж був розчарований в гонках, і він вирішує просувати Napier, демонструючи їх витривалість і надійність, у тому числі шляхом участі в 24-годинних заїздах. 28 червня 1907 року Едж разом зі своїм механіком Блакберном вирішують поставити рекорд середньої за 24 години швидкості на Napier Туре 37 60HP з 7.7 л 6-циліндровим двигуном, як траса була обрана новенька гоночна траса в Вейбріджі, яка була названа «Брукландс». Відкрили трасу 17 червня того ж року, а з'явилася вона «завдяки» законодавству Великої Британії, яка обмежила максимальну швидкість на трасах загального користування до позначки в 20 миль на годину (32 км/год), так що британцям доводилося їздити до лідируючої тоді в автомобільній сфері Франції для тестування своїх автомобілів, тепер же у британців з'явилася можливість вичавлювати всі соки зі своїх дітищ в рідних стінах. Едж намотує за 24 години 2545 кілометрів, тобто його середня швидкість дорівнювала 106 км на годину, цей рекорд протримався вісімнадцять років.
6 липня 1907 року проходили перші змагання на трасі Брукландс, Понад 13500 осіб прибуло споглядати ці змагання. У рамках заходу проходило кілька різних заїздів, в одному з них, присвячених пам'яті Марселя Рено, загиблого під час марафону Париж-Мадрид, перемагає заводський інженер фірми Napier & Son — Трайон, виступаючи на 40-сильній машині. Виграє він аж 400 соверенів, що було в чотири рази більше, ніж отримав за своє друге місце Кліффорд Ерп, що узяв цього разу участь на шестициліндровому британському автомобілі марки Iris. Один з етапів змагань був присвячений і пам'яті Готтліба Даймлера, померлого в 1900 році, в цьому 15-мильному (попередній заїзд був на 11 мильному колі) заїзді від Napier узяв участь Сміт, але його модель була 60-сильною. Але під час заїздів у його машини зрізало шестерінки в коробці передач і він вибуває з гонки, а символічним став той факт, що в заїзді пам'яті Даймлера виграє Інстон на британському Daimler 45HP (тоді тільки британці зберегли в назві марки прізвище одного з «батьків» автомобіля, німці та австрійці випускали свою продукцію під маркою «Mercedes»). Автомобілям марки Napier, окрім перемоги в заїзді «Рено», не вдалося більше себе проявити з позитивного боку, у всіх інших заїздах вони або вибували з гонки, або приходили останніми. Проте, реабілітуючись перед своїми шанувальниками, автомобілі цієї марки стали регулярно вигравати в наступних «Бруклендс» змаганнях. А на одному із заїздів в 1908 році заводський інженер Френк Ньютон, який не раз вигравав на Napier в гонках на цій трасі, розганяє «Самсон» на відрізку в 800 метрів до швидкості в 192 км на годину, що стало рекордом.

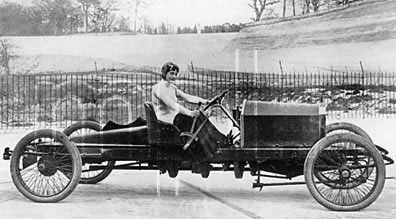
Дороті Левітт на Napier 26HP

У 1907 році міс Левітт бере участь у франкфуртському «Трофеї Херкомера», звідки повертається із золотою медаллю, 1908 рік став не менш плідним на перемоги, серед яких — срібна медаль в гонках на Кубок принца Генріха в Німеччині. У 1907 році через постійні страйки, влаштовані профспілкою, припиняється збирання автомобілів в США, оскільки в ході страйків американські робітники влаштували і погром, пошкодивши обладнання. У зв'язку з судовими слуханнями і псуванням обладнання компанія, яка простоювала, оголосила про свою неспроможність, але в березні 1909 року після реструктуризації American Napier відновлює виробництво автомобілів. З перезапуском виробництва починається виготовлення недорогих родстерів, які отримали ім'я «Nike», і легких комерційних автомобілів, а також виготовлення таксі-кебів. Також при заводі відкривається ремонтна майстерня, до цього на потужностях фірми відбувалося тільки складання автомобілів. Тепер кузови для автомобілів виготовлялися там же, де і самі автомобілі, ще за часів простою приміщення були здані в оренду кузовобудівній компанії Farnham & Nelson, яка тепер тут же за рогом мала споживача для своєї продукції.
У вересні 1908 року на острові Мен по трасі, де проводилися «Турист Трофі», проходили перегони «The Four-Inch Race». Парламент острова Мен заборонив проводити будь-які перегони вулицями загального користування, а для любителів поганяти була прокладена спеціальна траса, якою і скористалися організатори «4-дюймової гонки» назва гонки з'явилася завдяки регламенту змагань, за правилом в них могли брати участь тільки 4-циліндрові автомобілі з діаметром поршня в 4 дюйма (10 см). Для змагань будується автомобіль, який отримав назву Napier-Hutton, подвійна назва була пов'язана з тим, що за маркою Napier склався імідж потужних і швидкохідних автомобілів з шестициліндровою тягою (хоча покупцям пропонувалися і 4-циліндрові моделі), тому назвою і було вирішено присвоїти прізвище головного спонсора проекту — Хаттона. Ернест Хаттон був дилером марок Mercedes-Benz, Panhard et Levassor, крім того з 1903 по 1905 рік він виготовляв свої маленькі легкі автомобільчики марки Princeps, які оснащувалися одно- або двоциліндровими двигунами, потужністю від 2,25 до 4 к.с., що агрегатувалися з 5-ступінчастою трансмісією з ремінним приводом головної передачі. Вести автомобілі було доручено Вільяму Вотсону (дилеру Napier в Ліверпулі) і самому Хаттону, перший і стає переможцем цієї гонки, обійшовши конкурентів, які в основному виступали на французьких автомобілях Darracq та Vinot. Сам Ернест Хаттон, з чієї ініціативи і з'явився автомобіль, вибув, як й інші 26 учасників з 36, через поломку, в даному випадку Хаттон пошкодив задній міст на четвертому колі (всього було дев'ять кіл по 60 км).

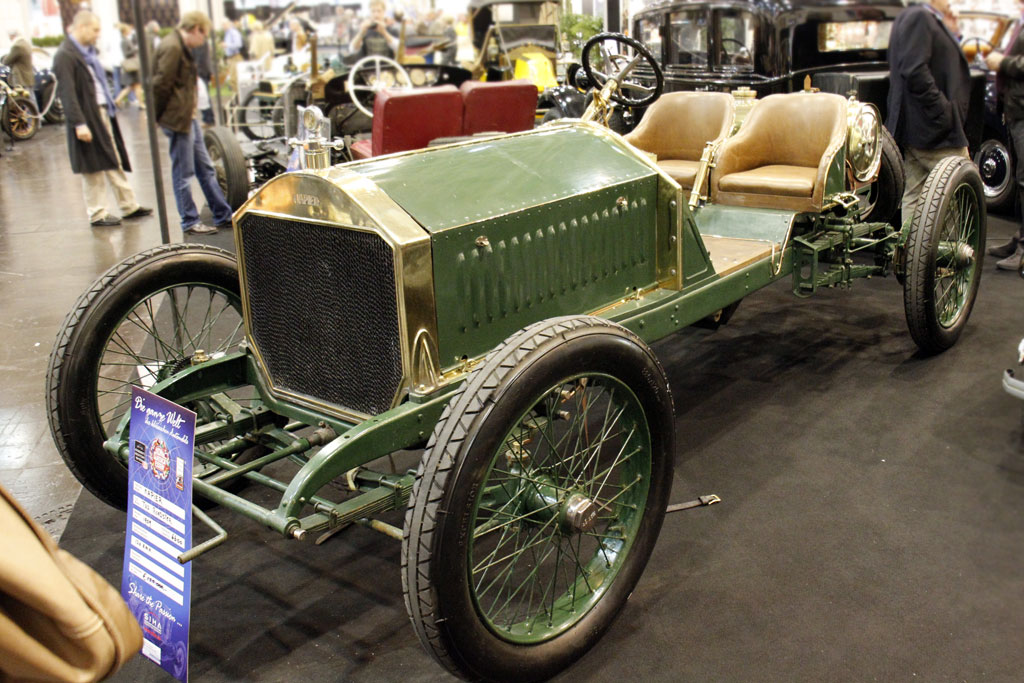
Napier T23 з 6.6 л двигуном

У 1908 році команда Еджа була недопущена на Гран-прі Франції, оскільки автомобілі його використовували швидкознімні спицеві колеса, після чого Едж втрачає інтерес до гонок і більше ними не займався. До 1911 року в каталогах марки значилося близько десятка різних моделей, починаючи від 2-циліндрових 10НР, чотирициліндрових Туре B 15/24HP з 2,7-літровим двигуном і закінчуючи 6-циліндровими моделями, потужністю від 30 (Type A 30/35HP) до 90 к.с., топовим з яких був Туре Т78 90НР — цивільна версія гоночного L48, різниця зводилася до того, що блок її був чавунним, а не алюмінієвим, до 1912 року, коли їх припинили випускати, було виготовлено всього 25 автомобілів.

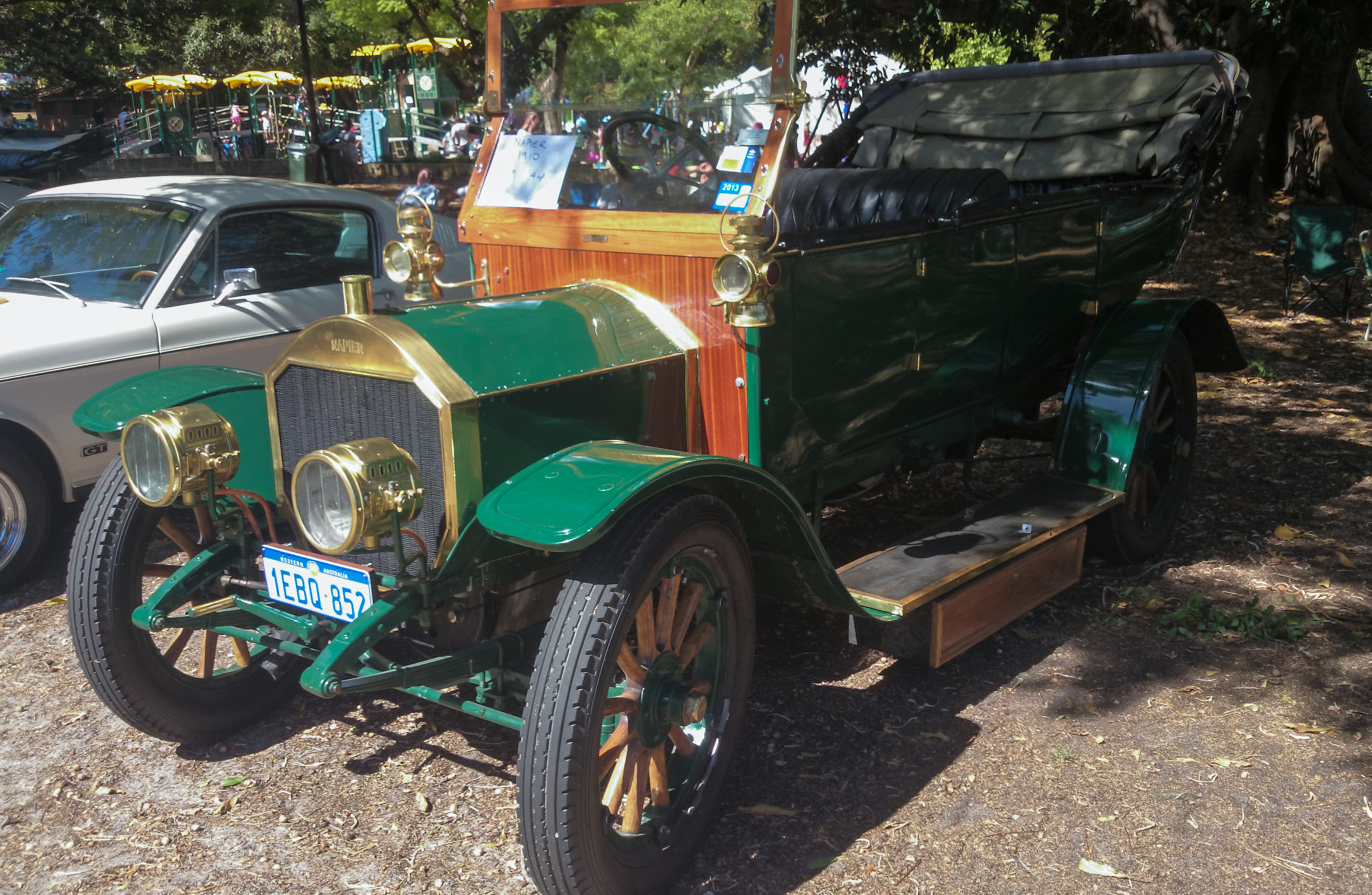
Napier 15НР Touring

Після того, як Едж відійшов від світу гонок, інтерес до марки став падати, і в 1912 році Монтегю Нейпір свариться з Селвіном Еджем через розбіжності в погляді на маркетингову політику. Нейпір за 120,000 фунтів стерлінгів викуповує у Еджа дилерську мережу і компанію S. F. Edge, що займалася реалізацією продукції його компанії, за контрактом Едж впродовж семи років не мав права лізти в автомобільний бізнес, так що колишній гонщик і автоділок присвячує себе свинарству. Викупивши компанію, Нейпір незабаром підписує досить великий контракт, його замовником стає таксокомпанія Лондона — Worrells Taxi Cab Company, яка викуповує 700 автомобілів. У цьому ж році припиняється збірка і продаж американських версій Napier.

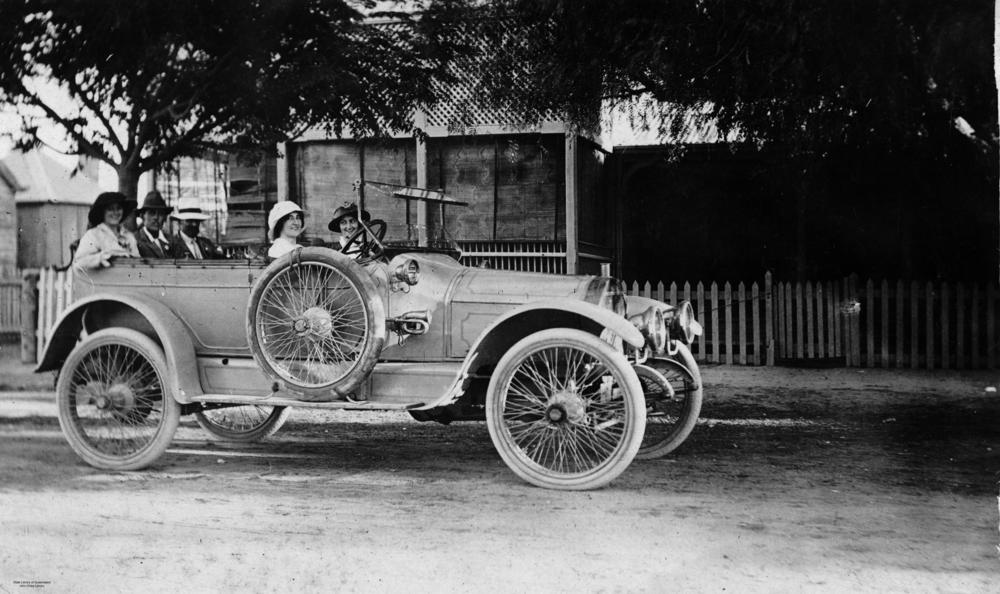
Napier Туре 44 30/35НР Сolonial Tourer by Cunard

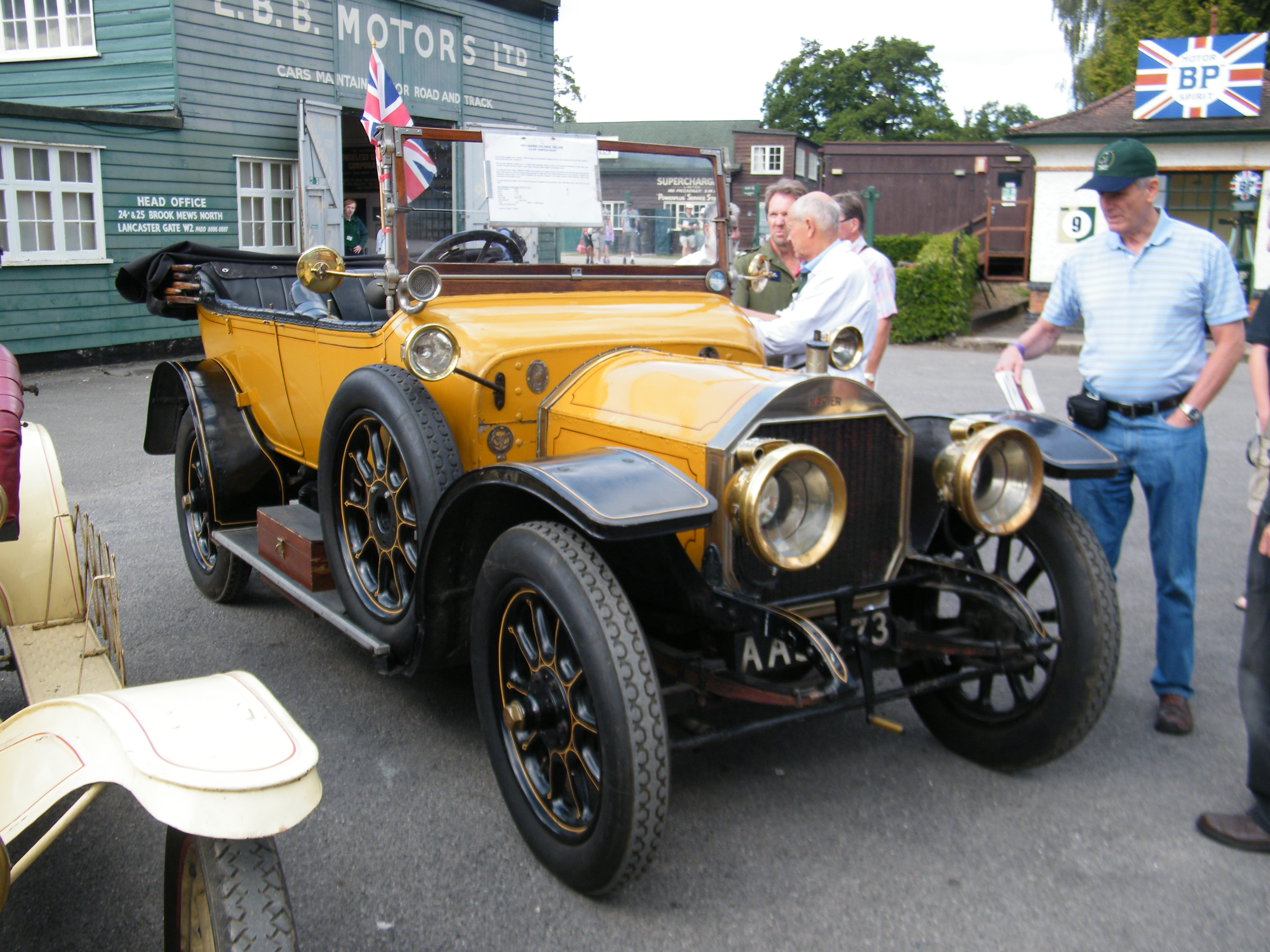
Napier 16/22HP Colonial Tourer

Нейпір, втративши американський ринок і який мав не особливо великий місцевий ринок збуту, спрямовує свої погляди на колоніальні країни, так продукція починає просуватися на австралійському, новозеландському і африканських ринках, завдяки чому з'являється колоніальний тип кузова. У 1913 році в компанію приходить працювати талановитий інженер Артур Джон Роуледж, а через рік з'являється остання довоєнна новинка від Napier — 16/22HP з 4-циліндровим малолітражним мотором, цю модель характеризував ряд інновацій, так мотор мав трьохопорний колінвал, змащення двигуна під тиском і раму з Х-подібними підсилювачами, які стали використовувати тільки наприкінці 20-х років. У 1914 році фірма перейменовується в D.Napier and Son Ltd.

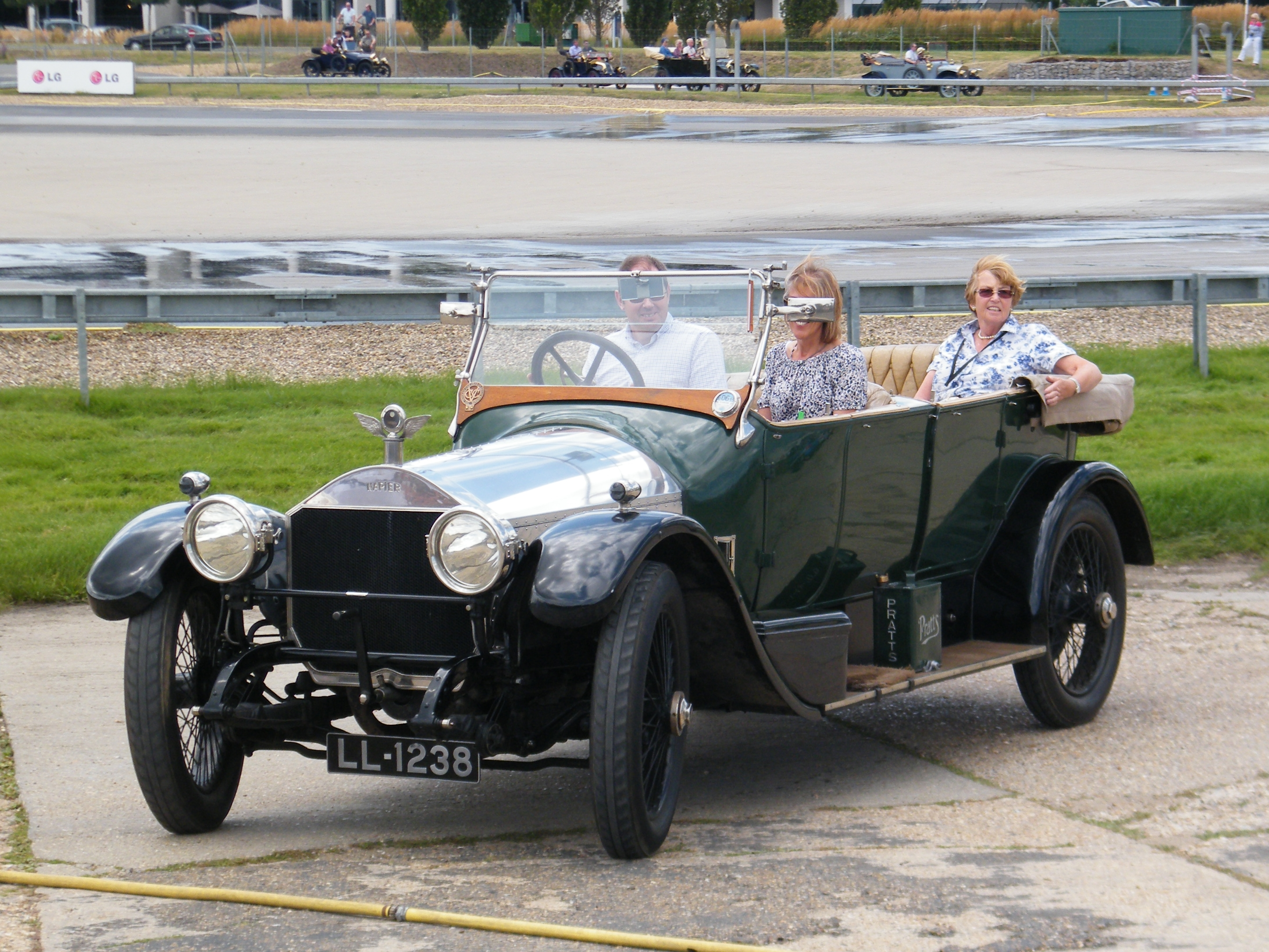
Napier 30/35HP Limousine Cunard 1914 року

З початком військових дій компанія Нейпіра продовжує випускати автомобілі, як легкові, так і вантажні для потреб армії (за час війни було доставлено близько 2000 вантажівок і карет швидкої допомоги). Причому використовувалися автомобілі марки Napier і російськими військами, в 1916 році автомобілі марки Napier отримують нові решітки радіатора, не дивлячись на те, що в Європі тоді ніхто не купував автомобілі, так в самому розпалі була моторошна війна, ця британська компанія продовжувала випускати легковики для далеких ринків, які військові дії і не зачіпали.
У 1917 році у Монтегю Нейпіра погіршується стан здоров'я і він вирішує переїхати на південь Франції, до Канн. Але, не дивлячись на те, що він оселився у Франції, Нейпір продовжував дистанційно керувати компанією. Підприємство в Ектоні під час війни отримує контракт на виготовлення авіаційних двигунів Royal Aircraft Factory B.E.12 і Sunbeam Arab, але ці двигуни виявилися дуже ненадійними, і Нейпір вирішує запропонувати власний варіант для Королівської авіації. Роуледжу доручається виготовити відповідний агрегат. У 1917 році мотор W12, який назвали Lion, виявився найпотужнішим на той момент двигуном серед пропонованих союзниками. Він мав два верхніх розподілвала і при об'ємі в 24 л розвивав 450 к.с., в 1922 році цей двигун стає найпотужнішим двигуном у світі, оскільки його оснастили нагнітачем, який дозволяв знімати з цього монстра немислимі на ті часи 1375 к.с..

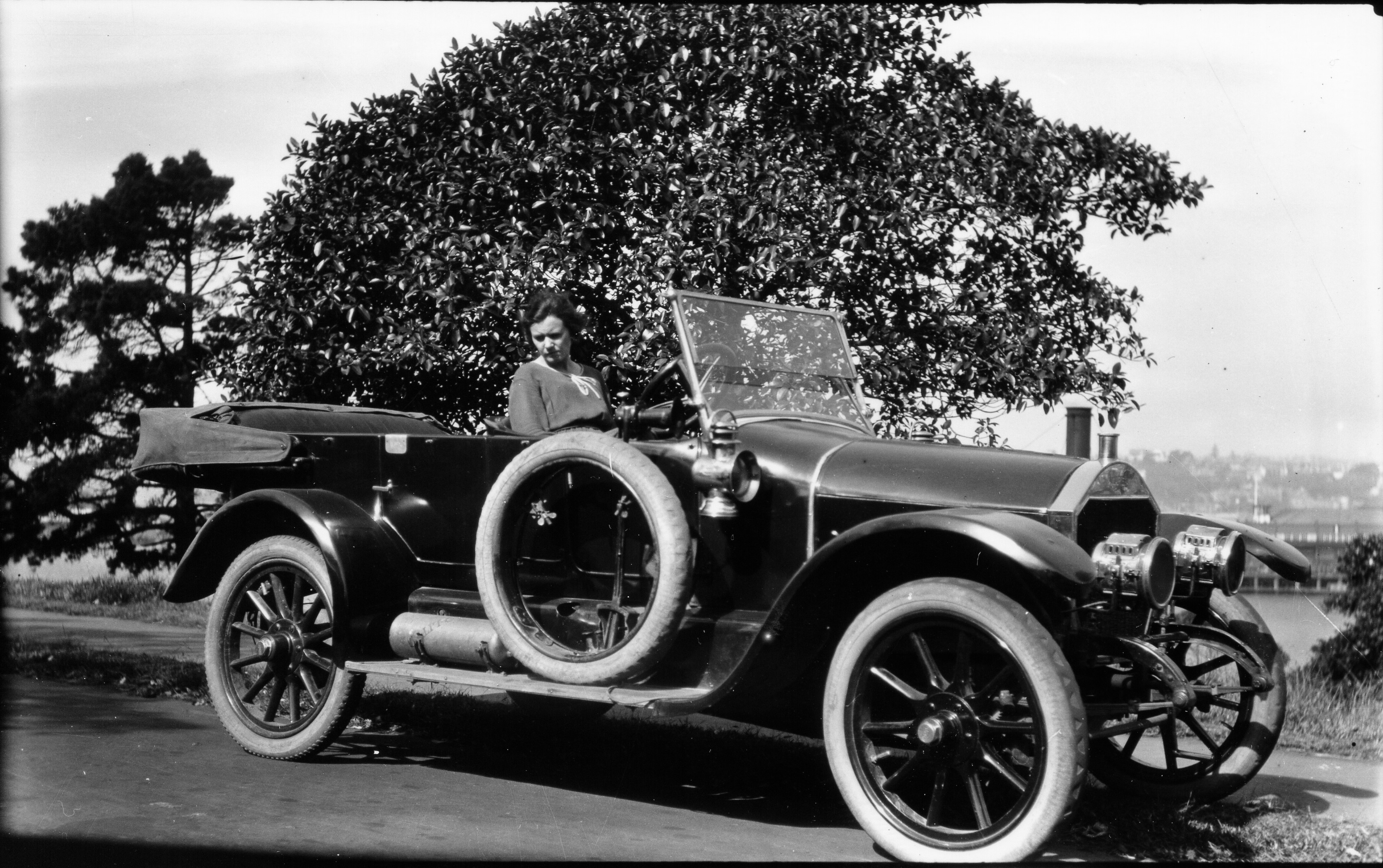
Napier Type T75 40/50HP

У 1919 році Роуледж конструює першу післявоєнну модель Туре T75 40/50НР, яка повинна була конкурувати з Silver Ghost від Rolls-Royce. Його об'єм дорівнював 6.2 л, а потужність — 82 к.с., головка циліндрів була знімною з верхнім розподілвалом, спочиваючим на семи підшипниках, блок циліндрів був виготовлений з алюмінію зі сталевими гільзами. Крім цього кожен циліндр мав по дві свічки запалювання, система живлення теж була унікальною, запатентований карбюратор Napier-SU мав допоміжний карбюратор, який працював при заведенні мотора і на низьких оборотах двигуна, що дозволяло економити паливо. Цей унікальний двигун був встановлений на застарілі і морально, і технічно шасі з консольними задніми ресорами, задній міст, гальмівна система і трансмісія також мало підходили до цього мотора, елегантні кузови, як і колись, поставляла фірма Cunard Motor & Carriage Сo.

## Припинення виробництва автомобілів
У 1921 році Роуледж покинув фірму Нейпіра і перейшов працювати на його конкурента — Rolls-Royce, де створив не менш легендарний авіаційний двигун — Merlin. Тим часом надмірно дорогі автомобілі продавалися абияк, і до 1924 року, виготовивши всього 187 автомобілів за п'ять років, їх виробництво було припинено. Автомобільний бізнес став побічним для компанії, оскільки Монтегю Нейпір вирішив ставити наголос на авіацію. Разом з припиненням виробництва автомобілів марки Napier припиняє свою життєдіяльність і Cunard, яку викуповує кузовобудівна компанія Weymann Motor Bodies Ltd, давно бажала роздобути додаткові потужності і кваліфікованих працівників для виробництва своєї продукції, що користувалася непоганим попитом.
Однак, не дивлячись на те, що з воріт фірми більше не сходили автомобілі, в пресі ще не раз згадувалося ім'я марки у зв'язку з наземними рекордами швидкості. Під час війни з'явився авіаційний мотор серії Lion, який, будучи найпотужнішим з вироблених, став використовуватися не тільки в авіації, де він теж ставив рекорди, а й на суднах і автомобілях.

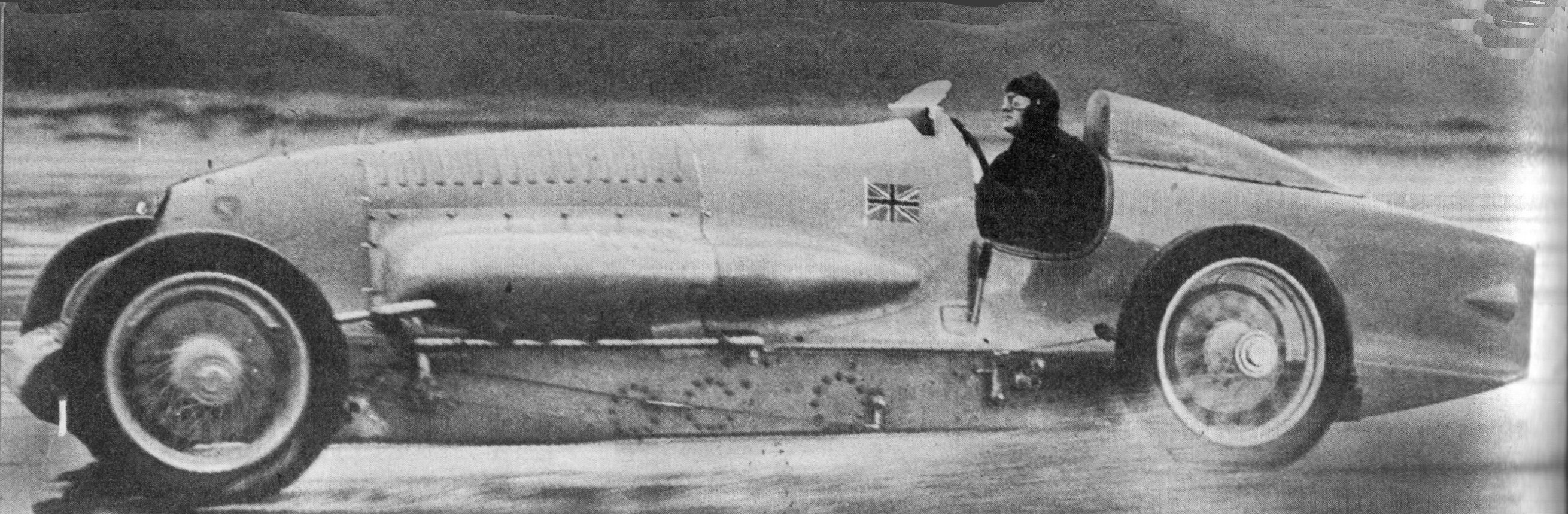
Napier-Cambell Bluebird II в 1927 році

Першим встановив на автомобіль авіаційний двигун Napier Lion Чарльз Амхерст Вільє в 1926 році. Саме інженер Вільє був автором компресорних Bentley, на яких ганяв один з «Бентлі Бойз» — Генрі Біркін. Будівництво автомобіля під назвою Bluebird II було розпочато за замовленням гонщика Малькольма Кемпбелла, який планував побудувати автомобіль для рекордних заїздів, щоб обійти одвічного конкурента — Сігрейва, виступаючого на Sunbeam. У планах було подолати рубіж швидкості в 320 км на годину, а оскільки бюджет Кембелла не був обмежений взагалі, то і було вирішено використовувати авіаційний мотор. Шасі з нікельованої сталі було замовлено у фірми K.L.G., двигун, об'ємом 24 л, розвивав 502 к.с., а одноступенева коробка передач з 16-шаровим диском зчеплення була агрегатована із заднім редуктором, тим самим складаючи один механізм, рульове управління заради безпеки було продубльовано. Перші заїзди були виконані в лютому 1927 року на уельському пляжі «Піски Пендіна», під час тесту машина розвинула майже бажану швидкість — 315 км на годину, проте під час заїздів по протоколу найкращим результатом стала цифра 281 км на годину.
У тому ж році його одвічний конкурент Сігрейв на 1000-сильному Sunbeam 1000HP Mystery долає бажаний рубіж швидкості — 200 миль на годину (320 км в годину). Тоді Кембелл просить у Міністерства авіації дозвіл використовувати 875-сильний компресорний двигун Lion, який був підготовлений британцями для гідролітака Supermarine S.5, який встановив рекорд середньої швидкості. Міністерство дає добро, крім цього Кембелл користується послугами авіаційної компанії Vickers для модернізації кузова. Головний інженер авіаційної компанії Реджинальд Кіршоу Пірсон проектує кузов за авіаційними канонами. Він став обтічним (його випробовували в продувному тунелі, дітищі того ж Пірсона), отримав стабілізуючий хвіст в задній частині кузова, виготовити кузов взялася компанія H. J. Mulliner & Co — давній компаньйон фірми Rolls-Royce. 19 лютого 1928 року Кембелл на цьому боліді встановлює новий наземний рекорд швидкості — 333 км на годину, проте він протримався всього до квітня того ж року, оскільки американець Рей Кіч на автомобілі White Triplex розвиває швидкість в 334 км на годину (всього на кілометр більше).
До 1929 року Кембелл переробляє автомобіль, цього разу техніку було вирішено не чіпати, а змінити кузов. Будівництво кузова було довірено дихаючій на ладан шотландській компанії Arrol-Aster. Гонщик планував встановити рекорд швидкості на Blue Bird III на засохлому африканському озері Вернекпаун, проте, як тільки він туди прибув і почав рекордні заїзди, почався проливний дощ. Кембеллу, який в таку погоду зміг розігнатися лише до 341 км на годину, доводиться повертатися в Кейптаун, де йому повідомляють, що його конкурент Сігрейв на автомобілі Golden Arrow встановив новий рекорд — 372 км на годину.

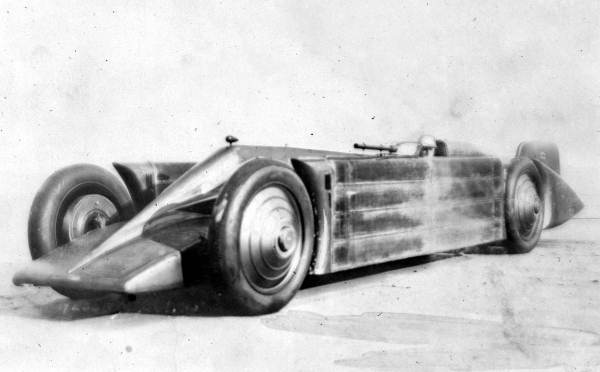
Golden Arrow Cігрейва

Golden Arrow, як і автомобілі Кембелла, був оснащений авіаційним двигуном Napier Lion, тим самим Сігрейв став другим гонщиком, що оцінив потенціал цього мотора. Мотор його боліда, об'ємом 24 л, розвивав 938 к.с., за основу був узятий блок Lion, який отримав голівку з 4 клапанами на циліндр, які приводилися в дію двома розподільними валами на кожні 4 циліндри (цей мотор мав формулу W12), в підсумку їх стало 48. Кожні чотири циліндри, тобто ряд циліндрів, отримали свій карбюратор Claudel Hobson, крім цього кожен окремо взятий циліндр отримав свою водяну сорочку для кращого охолодження. Більше того, з боків футуристичного стрілоподібного кузова з алюмінію, який виготовила фірма Thrupp & Maberly, що відраховує свою історію з 1740 року, були розміщені відсіки, які капітан Джек Ірвінг, що відповідав за рекордні проекти Сігрейва, наповнив льодом. У потрібний момент можна було увімкнути механізм, і лід кидався в водяну сорочку двигуна, моментально його охолоджуючи. Коробка передач у боліда була 3-ступінчастою з вакуумним приводом зчеплення, яке витримувало навантаження в півтори тонни. Від коробки в обидві сторони боковини кузова йшли вали, які в свою чергу приводили в дію головну передачу, розташовану ззаду, за допомогою двох карданів, розташованих уздовж кузова. Така складна схема дозволила посадити рекордсмена якнайнижче, причому кардани крутилися синхронно в різні боки, приводячи в дію задні колеса за допомогою кутових редукторів. Величезні 17" гальмівні барабани, вбудовані у всі чотири колеса, приводилися в дію за допомогою вакууму. За розрахунками, якщо вимкнути двигун, то вибіг машини становив би майже сім кілометрів, так що потужні гальма були потрібні цьому боліду. Покришки, шириною всього 175 мм і підготовлені фірмою Dunlop, могли витримати навантаження в 375 км на годину протягом 25 секунд, після чого вони розсипалися, а на заїзд за підрахунками інженерів мало піти не більше 15 секунд, так що Сігрейв повинен був залишитися живим і здоровим під час рекорду. 11 березня 1929 року на пляжі Дайтона при 120000 аудиторії (квиток коштував так дорого, що з лишком окупив побудову боліда) Сігрейв робить прогрівний заїзд, розігнавшись до 273 км на годину, після регулювання рульового управління (машина збила чайку і тепер машину важко було тримати за курсом) і заміни покришок Сігрейв встановлює новий рекорд наземної швидкості — 372 км на годину Але через два дні радість перемоги затьмарилася поганою новиною, цього разу його рекорд не був побитий, але Лі Байбл, який також був рекордистом, спробував досягти хоча б близької до цієї позначки швидкості на своєму Triplex Special. 13 березня Байбл на великій швидкості втрачає управління свого боліда — гине сам Байбл, а також фотокореспондент Черльз Трауб. Після цього Сігрейв, відчуваючи себе винуватим, обіцяє більше ніколи не сідати за кермо рекордних автомобілів, а через кілька місяців після рекорду він ще став і лицарем. Але обіцянка не завадила йому сісти за штурвал швидкісних катерів, в одному з рекордних заїздів в 1930 році він загине. Біографію цього рекордиста напише його земляк і постійний суперник — Малькольм Кембелл.

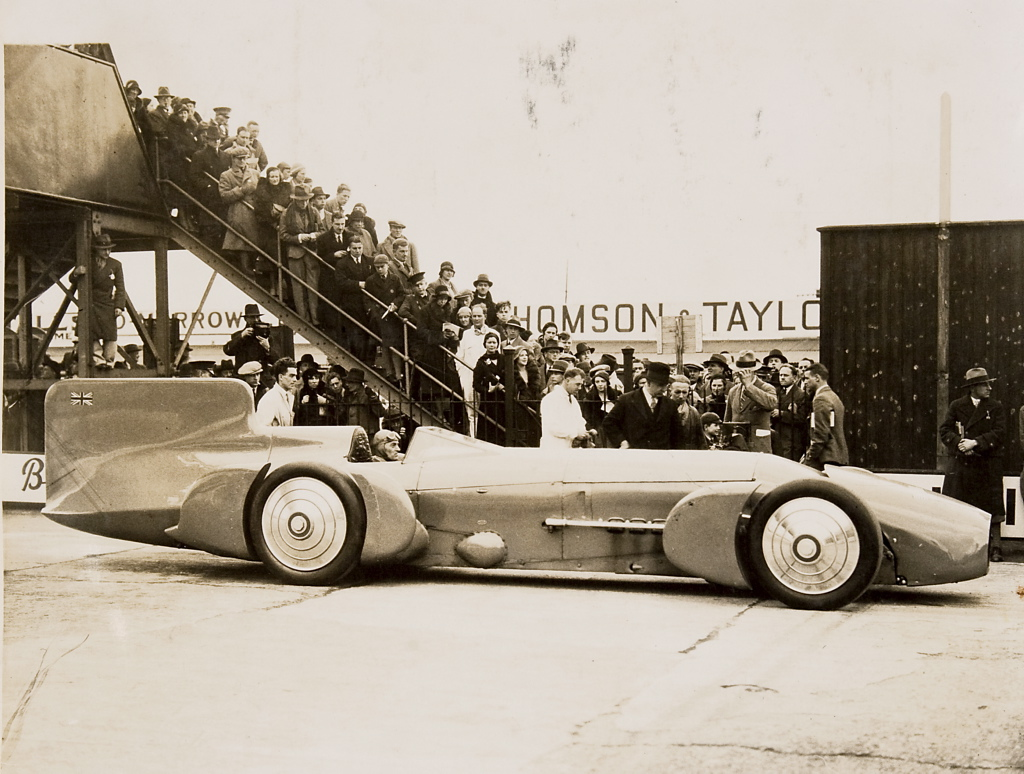
Campbell-Napier-Railton Bluebird IV

У 1930 році на замовлення Кембелла будується новий болід — Campbell-Napier-Railton Blue Bird IV. Мотор тепер розвивав 1450 к.с., побудовою автомобіля займалася компанія Thomson & Taylor, а кузов виготовила відносно молода кузовобудівна компанія J. Gurney Nutting & Co Limited, яка, не дивлячись на свою молодість (заснована в 1918 році), поставляла кузови тільки для дорогих і престижних шасі. 5 лютого 1931 року Кембелл ставить новий рекорд — 396 км на годину, через рік він на цій же машині робить новий заїзд, і тепер долає рубіж в 400 км годину, розвинувши 404 км/год.
22 січня 1931 року в своєму будинку в Каннах у віці 60 років помер Монтегю Нейпір. У цьому ж році компанія намагалася викупити збанкрутілий Bentley Motors Ltd, однак в останній момент пропозицію було перебито компанією Rolls-Royce через підставну фірму British Equitable Central Trust, таким чином одвічний конкурент позбавив можливості Napier повернутися в автомобільний бізнес.

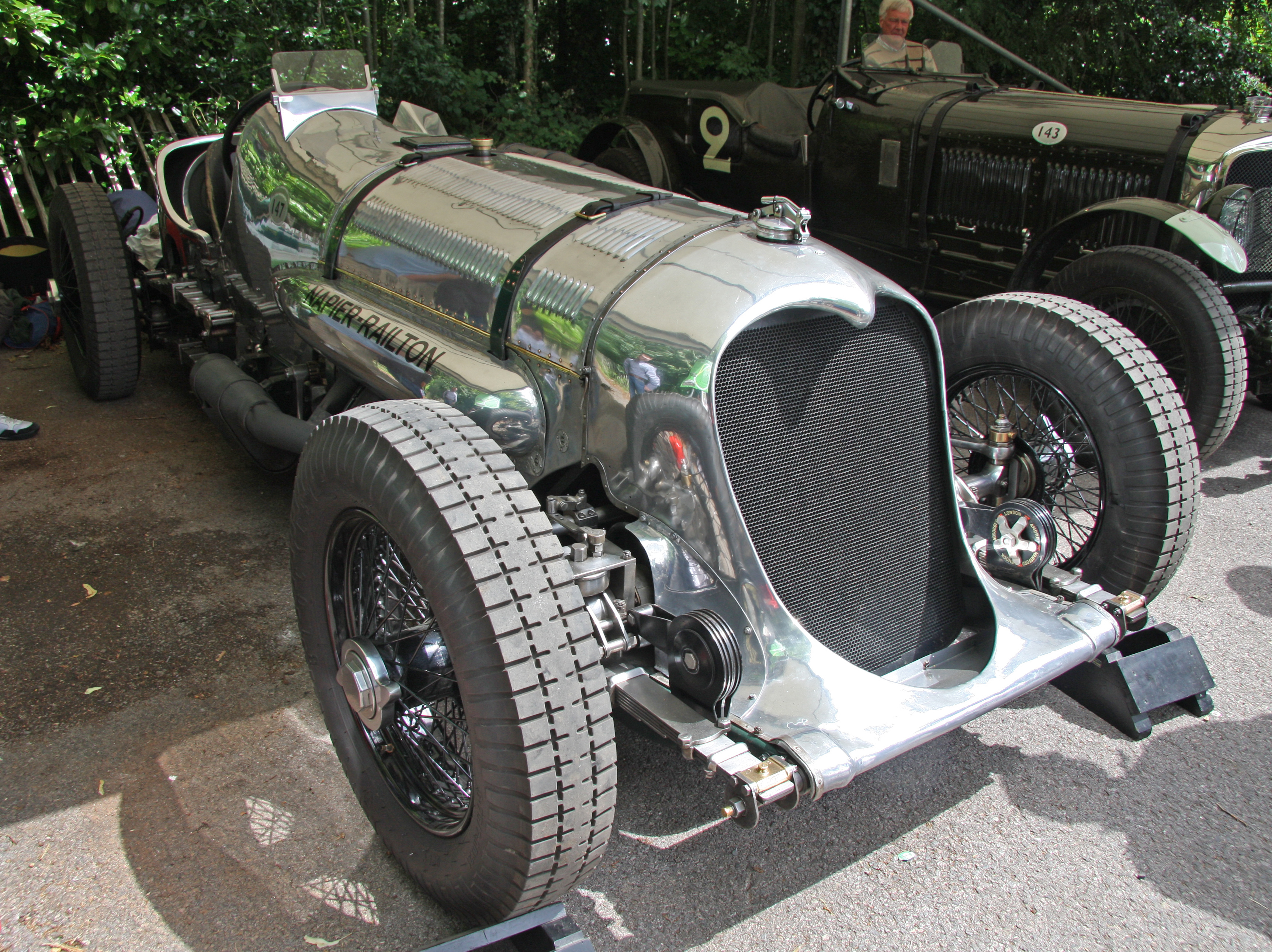
Napier-Railton Special

Крім рекордних автомобілів для максимальної швидкості авіаційний двигун Lion був встановлений і на гоночний автомобіль, який ганяв по трасі Брукландс. Джон Родс Кобб ганяв на Брукландс на найпотужніших автомобілях, які могла запропонувати промисловість, проте, коли вже всі можливості гоночних болідів були вичерпані, він звернувся до Ріда Рейлтона, щоб той побудував йому щось. Рейлтон спроектував автомобіль, будувати який взявся фахівець у цій галузі — Thomson & Taylor. Двигун розвивав 580 к.с., що перевищувало набагато потужність компресорного Bentley. Кобб встановив в 1935 році рекорд середньої швидкості на своїй улюбленій трасі, пройшовши коло з середньою швидкістю в 230 км на годину, рекорд, який так і не був ніким перевершений. Після цього він ставив рекорди середньої швидкості на трасах Монлері, Бонневіль та інших відомих трасах того часу. Цей гоночний автомобіль брав участь у гонках до 1962 року, спочатку цей болід мав барабанні гальма, встановлені тільки ззаду, в 60-ті роки їх вже не вистачало, і машину оснастили дисковими гальмами на всіх колесах. У 1970-ті роки, коли вже машина не ганяла, її відреставрували в первинний стан.

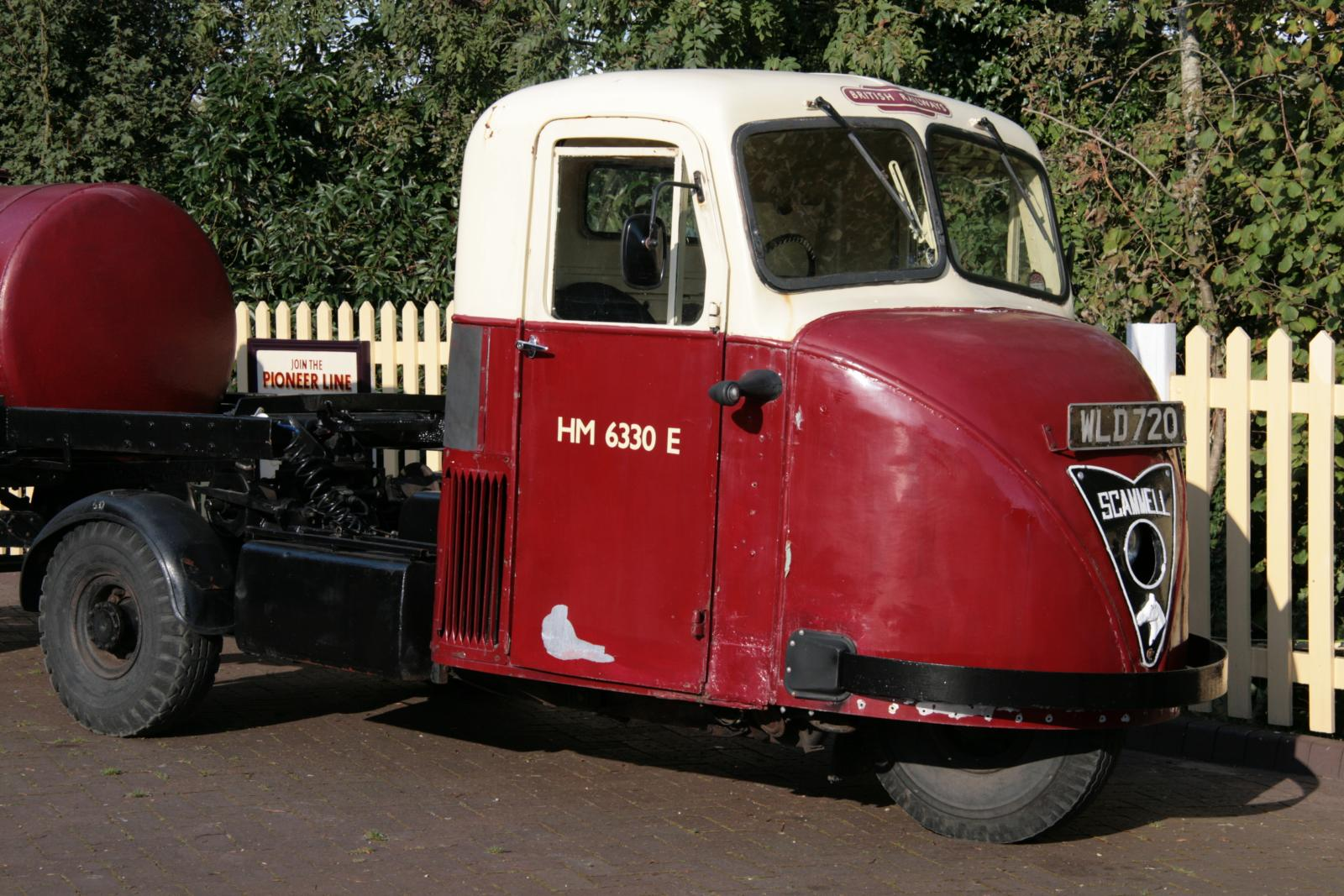
Scammel Mechanical Horse

У 1933 році авіаційна компанія Napier проектує наземний транспорт, це була триколісна вантажівка, який було вирішено не запускати в серію, а продати конструкцію компанії Scammell Lorries Ltd. Цей автомобіль був названий компанією «Механічним конем», і після суттєвої модернізації і перейменування в 1948 році випускався аж до 1967 року.

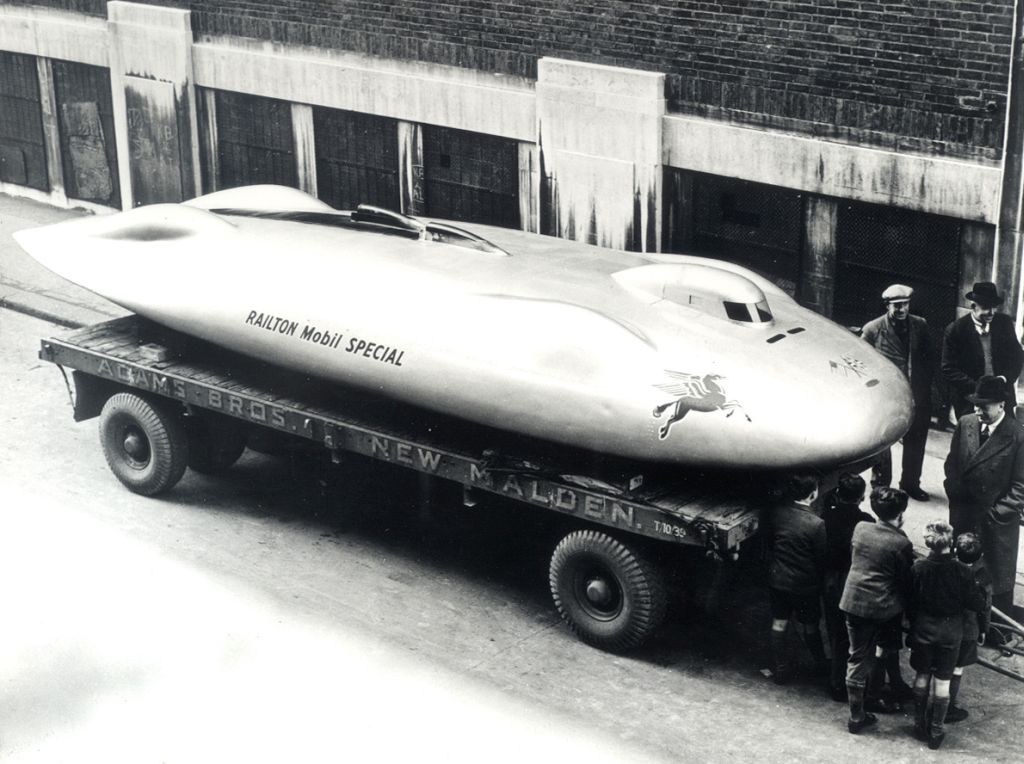
Railton Special — рекордний болід з двигунами Napier Lion

У 1935 році Кобб вирішує брати участь в рекордних заїздах на максимальну швидкість, Рейлтон три роки будував йому обтічний болід з двома моторами Napier Lion, які в підсумку видавали 2500 к.с.. У вересні 1938 року машину доставили на висохле соляне озеро Бонневіль, розташоване на висоті в 4000 м над рівнем моря і протяжністю в 20 км. З першої спроби Кобб стає найшвидшою людиною на Землі, що пересувалася по суші, поставивши рекорд наземної швидкості — 568 км на годину, але цей рекорд не тримався довго — його перебиває Джордж Ейстон на автомобілі Thunderbolt, що досягнув швидкості у 575 кілометрів на годину. Через рік Кобб повертається на озеро і встановлює новий швидкісний рекорд на своєму Railton Special — 594,97 км на годину. Після війни цей же болід, тільки злегка перероблений, розженеться до 635 км на годину, на пенсію цей болід піде тільки в 1963 році, залишивши за собою не один рекорд швидкості.

## Компанія Napier Turbochargers
У 1942 році D. Napier & Son Ltd стає дочірнім підприємством групи English Electric Co, яка таким чином входить в авіаційний бізнес, в 1961 році D. Napier and Son Ltd викуповується конкуруючою компанією Rolls-Royce. Виробництво авіаційних двигунів під маркою Napier тривало до 1969 року, після чого фірма стала займатися комплектуючими для авіаційних і морських двигунів. Компанія існує і сьогодні під назвою Napier Turbochargers, на неї працює всього 150 чоловік, які виробляють корабельні та авіаційні турбіни та комплектуючі для них.
Едж під час Першої світової війни стає контролером сільгосптехніки при Міністерстві постачання. У 1921 році він повернувся в автобізнес, придбавши компанії AC Cars і Cubitt's Engineering Co, обидві протрималися до 1929 року, коли сталася криза і компанії розорилися. Але АС вдалося продати, і з 1962 року ця марка стала відома широким масам завдяки моделі Cobra, створеної спільно з Керолом Шелбі. Селвін Френсіс Едж помер 12 лютого 1940 року далеко не бідною людиною, але слава про нього до того моменту встигла потьмяніти, і мало хто вже пам'ятав тоді про людину, чиє ім'я 35 років тому не сходило з перших сторінок газет.

## Список автомобілів Napier
- 1900 — Napier 8HP
  - Napier 16HP
- 1901 — Napier 50HP
- 1903 — Napier 12HP
  - Napier 18HP
- 1904 — Napier Type L49
- 1906 — Napier Type L76
- 1907 — Napier Type 37
  - Napier 90HP
- 1908 — Napier 45HP
  - Napier 60HP
- 1911 — Napier 10HP
  - Napier Type B
  - Napier Type A
  - Napier Type R
  - Napier Type T78
- 1913 — Napier 16/22HP
  - Napier Type 44
- 1914 — Napier 30/35HP
- 1919 — Napier Type T75

## Список автомобілів San Giorgio
- 1906 — San Giorgio 25HP
  - San Giorgio Type L49
  - San Giorgio Type D50
- 1908 — San Giorgio Type D45